# Militares da Dinastia Qing
A Dinastia Qing (1636–1912) foi estabelecida pela conquista e mantida pela força armada. Os imperadores fundadores organizaram e lideraram pessoalmente os exércitos, e a continuação da legitimidade cultural e política da dinastia dependia da sua capacidade de defender o país de invasões e expandir o seu território. Portanto, as instituições militares, a liderança e as finanças foram fundamentais para o sucesso inicial e a decadência final da dinastia. O sistema militar inicial centrava-se nos Oito Estandartes, uma instituição híbrida que também desempenhava papéis sociais, econômicos e políticos. 
O uso da pólvora durante a Alta Era Qing pode competir com os três impérios da pólvora na Ásia Ocidental.  No entanto, a tecnologia militar da Revolução Industrial Europeia tornou o armamento e as forças armadas da China rapidamente obsoletos. Em meados do século 18, os militares da dinastia Qing somavam mais de 800.000 (200.000 vassalos e 600.000 soldados do Estandarte Verde). 
A marinha Qing tornou-se a maior da Ásia Oriental, mas a sua organização e logística eram inadequadas, a formação dos oficiais era deficiente e a corrupção generalizada. A Frota Beiyang foi virtualmente destruída e as forças terrestres modernizadas derrotadas na Primeira Guerra Sino-Japonesa de 1895. Os Qing criaram um Novo Exército, mas não conseguiram impedir que a Aliança das Oito Nações invadisse a China para reprimir a Revolta dos Boxers em 1900. A revolta de um novo corpo do Exército em 1911 levou à queda da dinastia.

## História

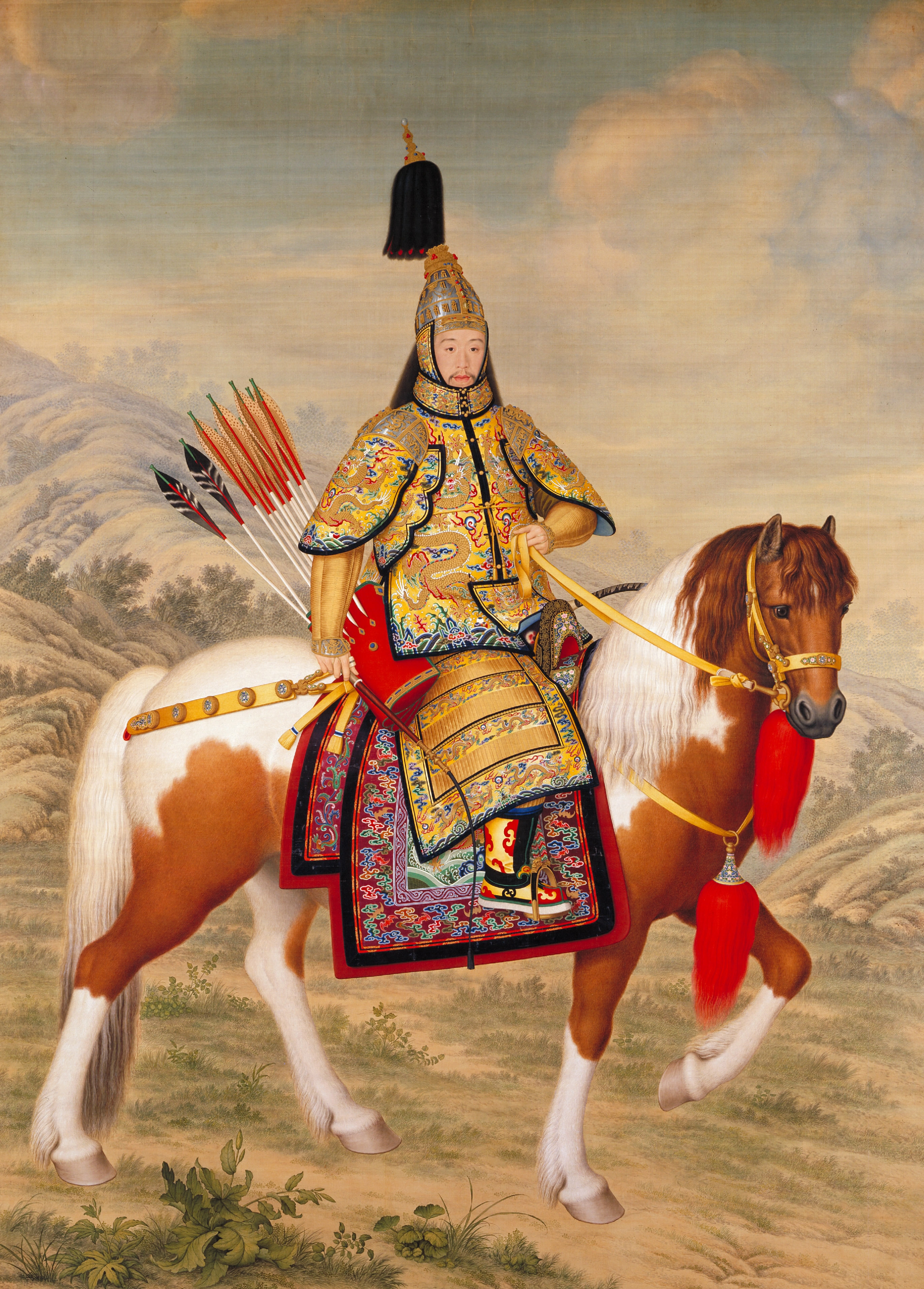
O Imperador Qianlong em armadura cerimonial a cavalo, de Giuseppe Castiglione.

O sistema de Estandarte foi desenvolvido de forma informal já em 1601 e formalmente estabelecido em 1615 pelo líder Jurchén Nurhachi (1559-1626), o fundador retrospectivamente reconhecido dos Qing. Seu filho Huang-Taiji (1592-1643), que rebatizou os Jurchéns de "Manchus", criou oito estandartes mongóis para espelhar os manchus e oito estandartes "Han-marciais" (漢軍; Hànjūn) tripulados por tropas Han que se renderam aos Qing, antes que a conquista completa da China propriamente dita começasse em 1644. Depois de 1644, as tropas Ming que se renderam aos Qing foram integradas no Exército do Estandarte Verde, um corpo que eventualmente superou em número os Estandartes por três para um.
Depois que os Qing capturaram Pequim em 1644 e rapidamente ganharam o controle de grandes extensões do antigo território Ming, os relativamente pequenos exércitos da Bandeira foram ainda aumentados pelos remanescentes das forças Ming que se renderam aos Qing. Algumas dessas tropas foram inicialmente aceitas nas bandeiras marciais chinesas, mas depois de 1645 foram integradas em uma nova unidade militar chamada Exército Padrão Verde, em homenagem à cor de suas flâmulas de batalha.  Embora os estandartes manchus tenham sido a força de combate mais eficaz durante a conquista Qing dos Ming, a maior parte dos combates foi travada por estandartes chineses e tropas do Padrão Verde, especialmente no sul da China, onde a cavalaria manchu poderia desempenhar um papel menor.  As bandeiras também tiveram um desempenho ruim durante a revolta dos Três Feudatórios que eclodiu no sul da China em 1673.  Foram as tropas chinesas regulares, embora lideradas por oficiais manchus e chineses, que ajudaram os Qing a derrotar os seus inimigos em 1681 e, assim, a consolidar o seu controlo sobre toda a China.  As tropas do Padrão Verde também formaram o principal pessoal das forças navais que derrotaram a resistência da dinastia Ming do Sul em Taiwan. 
Os príncipes imperiais manchus lideraram as Bandeiras na derrota dos exércitos Ming, mas depois que a paz duradoura foi estabelecida a partir de 1683, tanto as Bandeiras quanto os Exércitos do Padrão Verde começaram a perder sua eficiência. Os Qing pensavam que os chineses Han eram superiores na luta contra outros povos Han e, portanto, usaram o Exército Padrão Verde como o exército dominante e majoritário para esmagar os rebeldes, em vez de vassalos.  No noroeste da China, contra Wang Fuchen, os Qing colocaram vassalos na retaguarda como reservas enquanto usavam soldados do Exército Chinês do Estandarte Verde Han e generais chineses Han como Zhang Liangdong, Wang Jinbao e Zhang Yong como as principais forças militares, considerando as tropas Han como melhores. na luta contra outros povos Han, e esses generais Han alcançaram a vitória sobre os rebeldes.  Sichuan e o sul de Shaanxi foram retomados pelo Exército do Estandarte Verde Chinês Han sob o comando de Wang Jinbao e Zhao Liangdong em 1680, com os Manchus participando apenas no tratamento de logística e provisões.  400.000 soldados do Exército Padrão Verde e 150.000 Bannermen serviram no lado Qing durante a guerra.  213 empresas de bandeiras chinesas Han e 527 empresas de bandeiras mongóis e manchus foram mobilizadas pelos Qing durante a revolta.  Os Qing tiveram o apoio da maioria dos soldados chineses Han e da elite Han contra os Três Feudatórios, uma vez que se recusaram a se juntar a Wu Sangui na revolta, enquanto os Oito Estandartes e os oficiais Manchu se saíram mal contra Wu Sangui, então os Qing responderam usando um enorme exército de mais de 900.000 chineses Han (não-Estandarte) em vez dos Oito Estandartes, para lutar e esmagar os Três Feudatórios.  As forças de Wu Sangui foram esmagadas pelo Exército Padrão Verde, formado por soldados Ming desertores. 
A fronteira no sudoeste foi estendida lentamente. Em 1701, os Qing derrotaram os tibetanos na Batalha de Dartsedo. O Canato da Zungária conquistou os uigures na conquista zungar de Altishahr e assumiu o controle do Tibete. Soldados do Exército do Estandarte Verde Chinês Han e vassalos Manchu foram comandados pelo general chinês Han Yue Zhongqi na expedição chinesa ao Tibete (1720), que expulsou os Zungares do Tibete e o colocou sob o domínio Qing. Em vários lugares como Lhasa, Batang, Dartsendo, Lhari, Chamdo e Litang, as tropas do Padrão Verde foram guarnecidas durante a guerra Zungar.  As tropas do Exército do Estandarte Verde e os vassalos Manchu faziam parte da força Qing que lutou no Tibete na guerra contra os Dzungars.  Foi dito que o comandante de Sichuan Yue Zhongqi (um descendente de Yue Fei) entrou em Lhasa primeiro quando os 2.000 soldados do Estandarte Verde e 1.000 soldados Manchu da "rota de Sichuan" tomaram Lhasa.  De acordo com Mark C. Elliott, depois de 1728, os Qing usaram tropas do Exército do Padrão Verde para guarnecer a guarnição em Lhasa, em vez de vassalos.  De acordo com Evelyn S. Rawski, tanto o Exército do Padrão Verde quanto os vassalos constituíam a guarnição Qing no Tibete.  De acordo com Sabine Dabringhaus, mais de 1.300 soldados chineses do Padrão Verde foram estacionados pelos Qing no Tibete para apoiar o forte exército tibetano de 3.000 homens.  Guarnecidos nas cidades, os soldados tinham poucas ocasiões para treinar. Mesmo assim, os Qing usaram armamento e logística superiores para se expandir profundamente na Ásia Interior, derrotar os mongóis Zungares em 1759 e completar a conquista de Xinjiang. Apesar do orgulho da dinastia nas Dez Grandes Campanhas do Imperador Qianlong (r. 1735–1796), os exércitos Qing tornaram-se em grande parte ineficazes no final do século XVIII.
Foram necessários quase dez anos e um enorme desperdício financeiro para derrotar a mal equipada Rebelião do Lótus Branco (1795-1804), em parte através da legitimação de milícias lideradas pelas elites Han locais. A Rebelião Taiping (1850-1864), um levante em grande escala que começou no sul da China, marchou até quilômetros de Pequim em 1853. A corte Qing foi forçada a permitir que seus governadores-gerais Han, inicialmente liderados por Zeng Guofan, formassem exércitos regionais. Este novo tipo de exército e liderança derrotou os rebeldes, mas sinalizou o fim do domínio Manchu do sistema militar.

### Século XVIII

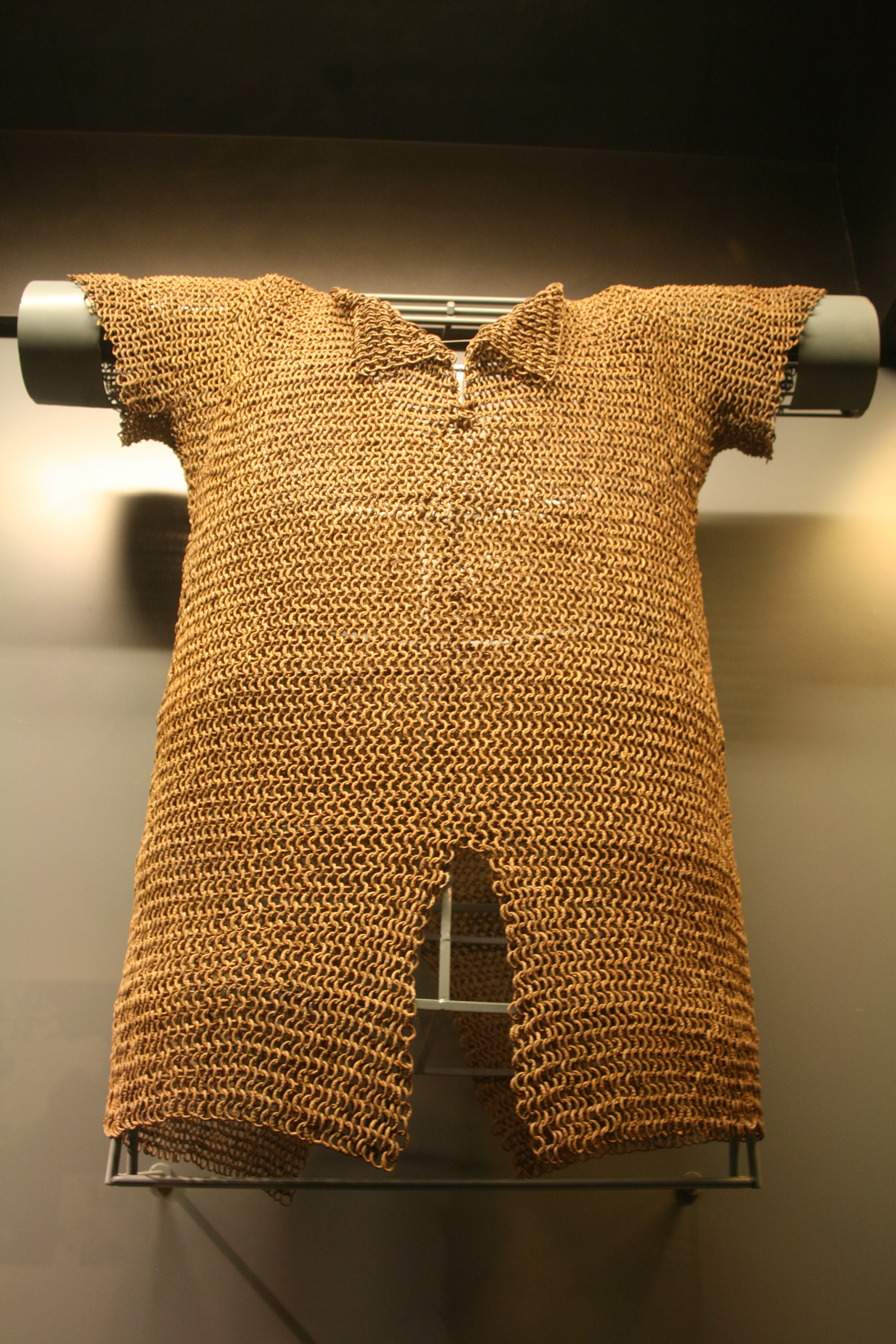
Armadura de malha da Dinastia Qing

No início da Rebelião Taiping, as forças Qing sofreram uma série de derrotas desastrosas que culminaram na perda da capital regional, Nanjing, em 1853. Os rebeldes massacraram toda a guarnição Manchu e suas famílias na cidade e fizeram dela sua capital.  Pouco depois, uma força expedicionária Taiping penetrou ao norte, até os subúrbios de Tianjin, no que era considerado o coração imperial. Em desespero, a corte Qing ordenou que um mandarim chinês, Zeng Guofan, organizasse uma organização regional (chinês tradicional: 團勇, chinês simplificado: 团勇, pinyin: tuányǒng) e milícias de aldeias (chinês tradicional: 鄉勇, chinês simplificado: 乡勇, pinyin: xiāngyǒng) em um exército permanente chamado tuanlian para conter a rebelião. A estratégia de Zeng Guofan era confiar na pequena nobreza local para criar um novo tipo de organização militar nas províncias que os rebeldes de Taiping ameaçavam diretamente. Esta nova força ficou conhecida como Exército Xiang, em homenagem à região de Hunan onde foi criada. O Exército Xiang era um híbrido de milícia local e exército permanente. Recebeu formação profissional, mas foi paga pelos cofres regionais e pelos fundos que os seus comandantes – na sua maioria membros da pequena nobreza chinesa – conseguiram reunir. O Exército Xiang e seu sucessor, o Exército Huai, criado pelo colega e aluno de Zeng Guofan, Li Hongzhang, foram chamados coletivamente de "Yong Ying" (Campo Valente). 
Antes de formar e comandar o Exército Xiang, Zeng Guofan não tinha experiência militar. Sendo um mandarim de educação clássica, seu projeto para o Exército Xiang foi retirado de uma fonte histórica - o general Ming Qi Jiguang, que, devido à fraqueza das tropas regulares Ming, decidiu formar seu próprio exército "privado" para repelir os ataques piratas japoneses em meados do século XVI. A doutrina de Qi Jiguang baseava-se nas ideias neoconfucionistas de vincular a lealdade das tropas aos seus superiores imediatos e também às regiões em que foram criadas. Isto inicialmente deu às tropas um excelente espírito de corpo. O exército de Qi Jiguang foi uma solução ad hoc para o problema específico do combate aos piratas, assim como a intenção original de Zeng Guofan para o Exército Xiang, que foi criado para erradicar os rebeldes Taiping. No entanto, as circunstâncias levaram o sistema Yongying a tornar-se uma instituição permanente dentro das forças armadas Qing, o que, a longo prazo, criou problemas próprios para o sitiado governo central.

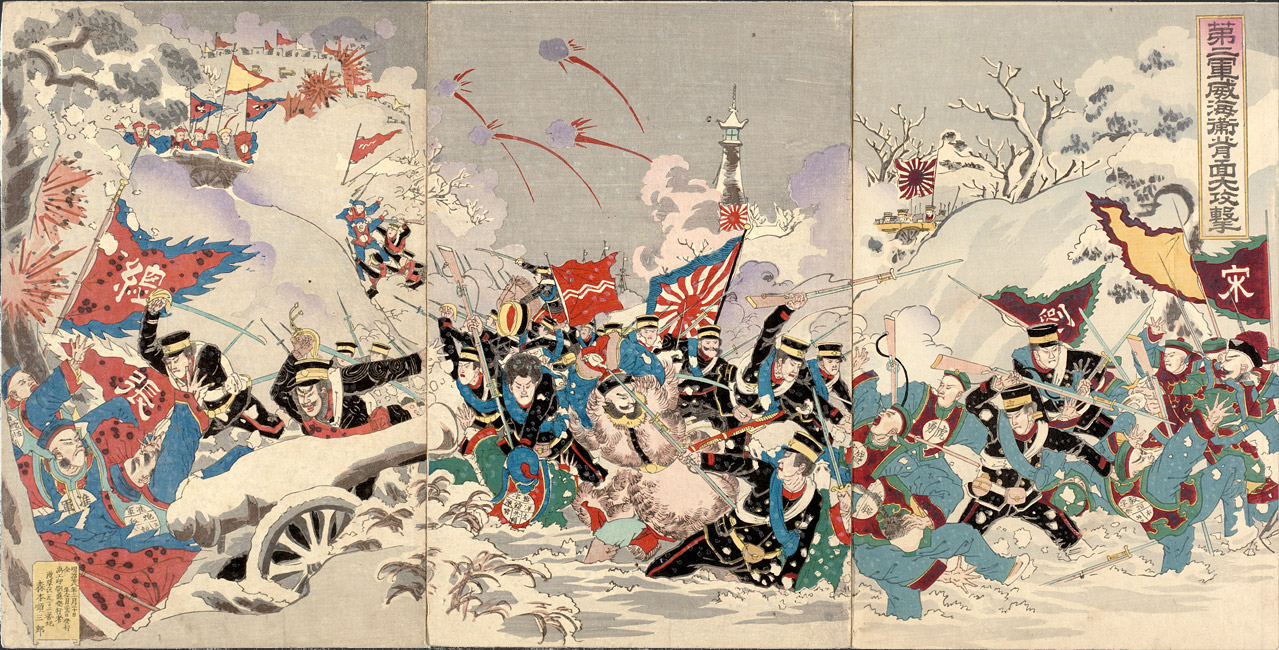
Em 1894-1895, lutando pela influência na Coreia, as tropas japonesas derrotaram as forças Qing.

Primeiro, o sistema Yongying sinalizou o fim do domínio Manchu no estabelecimento militar Qing. Embora os exércitos dos Estandartes e do Estandarte Verde permanecessem como parasitas que esgotavam os recursos, a partir de então o corpo de Yongying tornou-se as tropas de facto de primeira linha do governo Qing. Em segundo lugar, o corpo de Yongying foi financiado pelos cofres provinciais e liderado por comandantes regionais. Esta devolução de poder enfraqueceu o controlo do governo central sobre todo o país, uma fraqueza agravada ainda mais pelas potências estrangeiras que disputavam a divisão de territórios coloniais autónomos em diferentes partes do Império Qing na segunda metade do século XIX. Apesar destes graves efeitos negativos, a medida foi considerada necessária, uma vez que as receitas fiscais das províncias ocupadas e ameaçadas pelos rebeldes deixaram de chegar ao governo central, sem dinheiro. Finalmente, a natureza da estrutura de comando de Yongying fomentou o nepotismo e o clientelismo entre os seus comandantes, os quais, à medida que ascendiam nas fileiras burocráticas, lançaram as sementes para o eventual desaparecimento de Qing e a eclosão do senhorio da guerra regional na China durante a primeira metade do século XX. 
A decisão do governo Qing de transformar as tropas de estandarte numa força profissional cujo bem-estar e necessidade fossem satisfeitos pelos cofres do Estado trouxe riqueza, e com ela a corrupção, para as fileiras das bandeiras Manchu e acelerou o seu declínio como força de combate. Soldados-estandartes frequentemente se endividavam por beber, jogar e passar tempo em teatros e bordéis, levando a uma proibição geral de ir ao teatro dentro dos Oito Estandartes. 

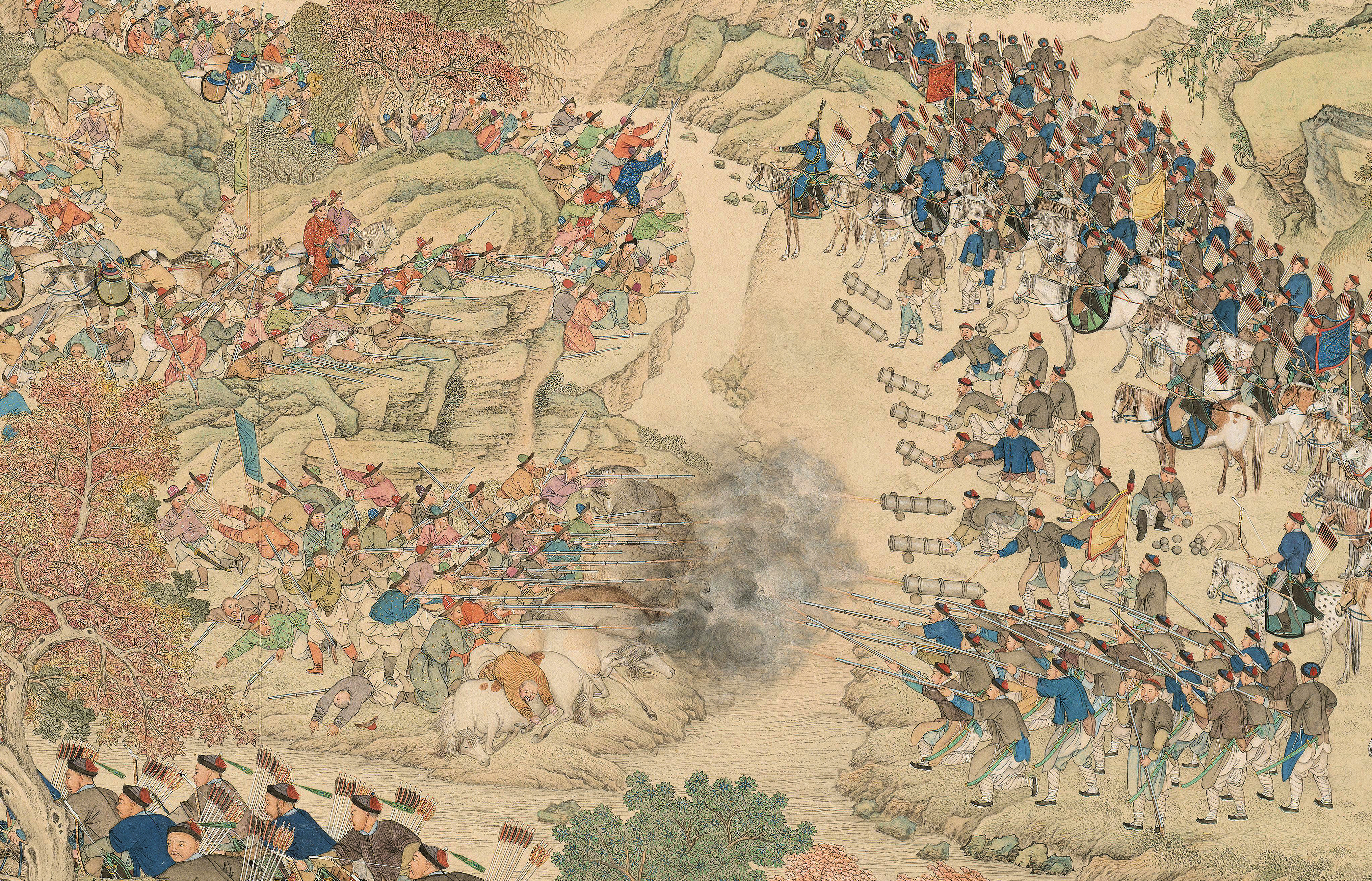
Uma batalha entre as tropas Qing e os Uigures Khojas perto do Lago Eshilkul em 1759.

Ao mesmo tempo, um declínio semelhante estava ocorrendo no Exército Padrão Verde. Em tempos de paz, o serviço militar tornou-se apenas uma fonte de rendimento suplementar. Tanto os soldados como os comandantes negligenciaram o treino em busca dos seus próprios ganhos económicos. A corrupção era galopante à medida que os comandantes das unidades regionais submetiam ao departamento de contramestre requisições de salários e suprimentos com base em contagens exageradas e embolsavam a diferença. Quando as tropas do Padrão Verde se mostraram incapazes de disparar suas armas com precisão enquanto reprimiam uma rebelião dos seguidores do Lótus Branco sob Wang Lun em 1774, o governador-geral atribuiu o fracasso à magia inimiga, provocando uma resposta furiosa do Imperador Qianlong, na qual ele descreveu a incompetência com armas de fogo como uma "doença comum e generalizada" do Exército Estandarte Verde, cujos artilheiros estavam cheios de desculpas. 
Os imperadores Qing tentaram reverter o declínio das forças armadas por vários meios. Embora tenha sido sob o imperador Qianlong que o império se expandiu ao máximo, o imperador e os seus oficiais notaram frequentemente o declínio da disciplina marcial entre as tropas.   Qianlong reinstituiu a caçada anual em Mulan como forma de treinamento militar. Milhares de soldados participaram desses exercícios massivos, selecionados entre as tropas das Oito Estandartes da capital e das guarnições.  Qianlong também promoveu a cultura militar, orientando os pintores da corte a produzirem um grande número de obras sobre temas militares, incluindo vitórias em batalha, as grandes inspeções do exército e a caçada imperial em Mulan.  Em 1860, as forças britânicas e francesas na Segunda Guerra do Ópio capturaram Pequim e saquearam o Palácio de Verão. A corte abalada tentou modernizar as suas instituições militares e industriais através da compra de tecnologia europeia. Este Movimento de Autofortalecimento estabeleceu estaleiros (nomeadamente o Estaleiro Jiangnan e o Estaleiro Foochow) e comprou armas e navios de guerra modernos na Europa.
No final do século XIX, a China descia rapidamente para um estado semicolonial. Mesmo os elementos mais conservadores dentro da corte Qing já não podiam ignorar a fraqueza militar da China, em contraste com os “bárbaros” estrangeiros que literalmente derrubavam os seus portões. Em 1860, durante a Segunda Guerra do Ópio, a capital Pequim foi capturada e o Palácio de Verão saqueado por uma força de coalizão anglo-francesa relativamente pequena, de 25 mil pessoas.

### Autofortalecimento: modernização militar

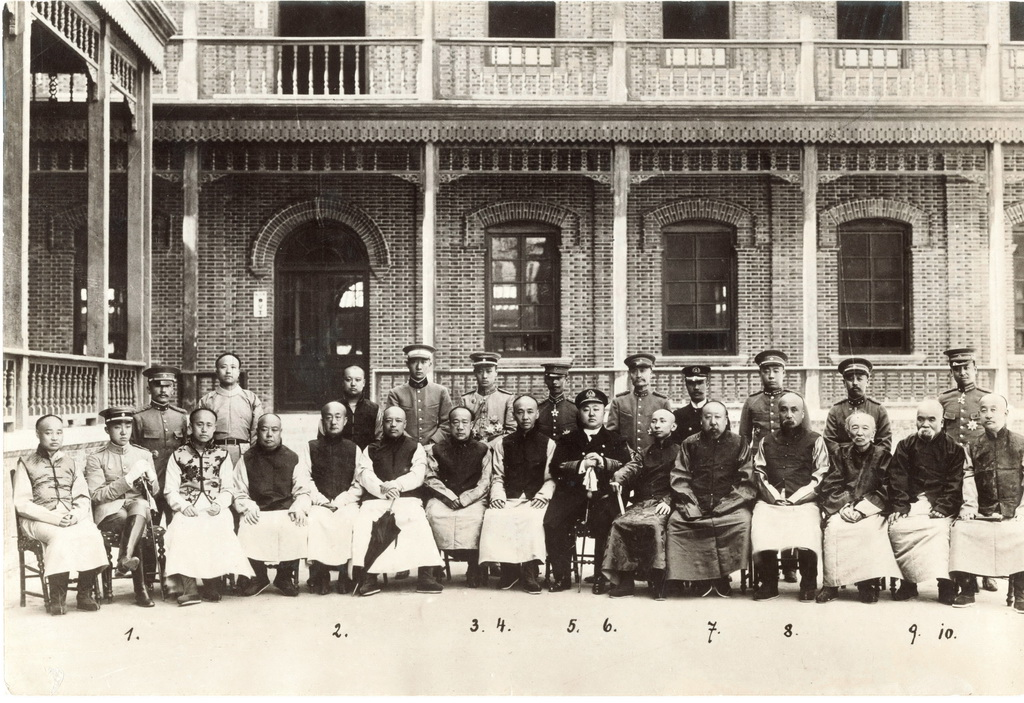
Várias figuras notáveis como Zaitao, Zaixun, Xu Shichang, Sheng Xuanhuai, Zaizhen e Yinchang

Embora os chineses tenham inventado a pólvora e as armas de fogo tenham sido usadas continuamente na guerra chinesa desde a dinastia Sung, o advento do armamento moderno resultante da Revolução Industrial Europeia tornou obsoletos o exército e a marinha tradicionalmente treinados e equipados da China.
Após a humilhante captura de Pequim e o saque do Palácio de Verão em 1860, funcionários como Zeng Guofan, Li Hongzhang e o Manchu Wenxiang fizeram esforços para adquirir armas ocidentais avançadas e copiar a organização militar ocidental.  Brigadas especiais de soldados chineses equipados com rifles modernos e comandados por oficiais estrangeiros (um exemplo é o Exército Sempre Vitorioso comandado por Frederick Townsend Ward e mais tarde Charles George Gordon) ajudaram Zeng e Li a derrotar os rebeldes Taiping.  O Exército Huai de Li Hongzhang também adquiriu rifles ocidentais e incorporou alguns exercícios ocidentais.  Enquanto isso, em Pequim, o Príncipe Gong e Wenxiang criaram um exército de elite, a "Força de Campo de Pequim", que estava armado com rifles russos e canhões franceses e treinado por oficiais britânicos.  Quando esta força de 2.500 vassalos derrotou um exército de bandidos mais de dez vezes mais numeroso, eles pareciam provar o argumento de Wenxiang de que um exército de bandeira pequeno, mas bem treinado e bem equipado seria suficiente para defender a capital no futuro. 
Uma das principais ênfases das reformas foi melhorar o armamento dos exércitos chineses. Para produzir rifles, artilharia e munições modernos, Zeng Guofan criou um arsenal em Suzhou, que foi transferido para Xangai e expandido para o Estaleiro Jiangnan (que foi concluído em 1865).  Em 1866, o sofisticado Estaleiro Fuzhou foi criado sob a liderança de Zuo Zongtang, tendo como foco a construção de modernos navios de guerra para defesa costeira.  De 1867 a 1874 construiu quinze novos navios.  Outros arsenais foram criados em Nanjing, Tianjin (serviu como uma importante fonte de munição para os exércitos do norte da China nas décadas de 1870 e 1880), Lanzhou (para apoiar a repressão de Zuo Zongtang a um grande levante muçulmano no noroeste), Sichuan e Shandong.  Prosper Giquel, um oficial da marinha francesa que serviu como conselheiro no Estaleiro de Fuzhou, escreveu em 1872 que a China estava rapidamente se tornando um rival formidável das potências ocidentais. 

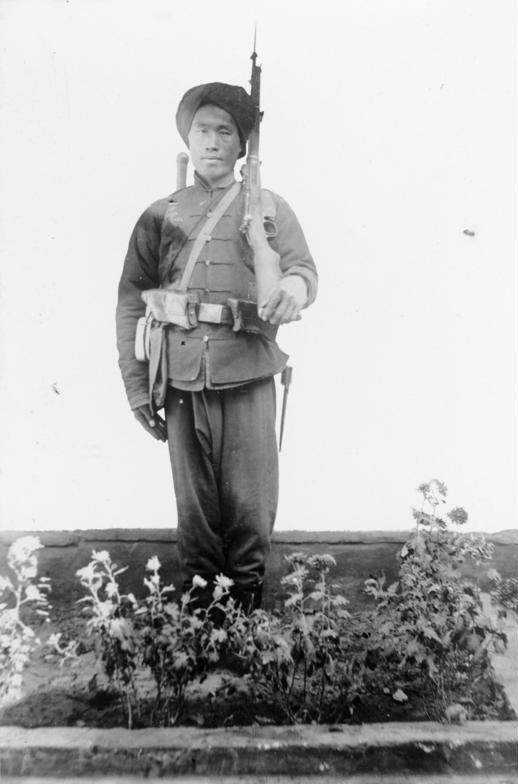
Infantaria chinesa

Graças a estas reformas e melhorias, o governo Qing obteve uma grande vantagem sobre os rebeldes nacionais.  Depois de derrotar Taiping em 1864, os exércitos recém-equipados derrotaram a Rebelião Nian em 1868, a Guizhou Miao em 1873, a Rebelião Panthay em Yunnan em 1873 e em 1877 o massivo levante muçulmano que engolfou Xinjiang desde 1862.  Além de reprimir as revoltas internas, os Qing também lutaram contra potências estrangeiras com relativo sucesso. Os exércitos Qing conseguiram resolver diplomaticamente a crise de 1874 com o Japão sobre Taiwan, forçaram os russos a sair do vale do rio Ili em 1881 e lutaram contra os franceses até a paralisação na Guerra Sino-Francesa de 1884-1885, apesar de muitos fracassos na guerra naval. 
Observadores estrangeiros relataram que, quando o seu treino foi concluído, as tropas estacionadas na guarnição de Wuchang eram iguais às forças europeias contemporâneas.  Os meios de comunicação social ocidentais durante esta época retrataram a China como uma potência militar em ascensão devido aos seus programas de modernização e como uma grande ameaça para o mundo ocidental, invocando receios de que a China conquistaria com sucesso colónias ocidentais como a Austrália. Os exércitos chineses foram elogiados por John Russell Young, enviado dos EUA, que comentou que "nada parecia mais perfeito" nas capacidades militares, prevendo um futuro confronto entre a América e a China. "  O observador militar russo DV Putiatia visitou a China em 1888 e descobriu que no nordeste da China (Manchúria), ao longo da fronteira sino-russa, os soldados chineses eram potencialmente capazes de se tornarem adeptos das "táticas europeias" sob certas circunstâncias, e o Os soldados chineses estavam armados com armas modernas, como artilharia Krupp, carabinas Winchester e rifles Mauser.  Na véspera da Primeira Guerra Sino-Japonesa, o Estado-Maior Alemão previu uma derrota japonesa e William Lang, que era um conselheiro britânico para os militares chineses elogiaram o treinamento, os navios, as armas e as fortificações chinesas, afirmando que "no final, não há dúvida de que o Japão deve ser totalmente esmagado". 
As melhorias militares que resultaram das reformas modernizadoras foram substanciais, mas ainda se revelaram insuficientes, uma vez que os Qing foram derrotados pelo Japão Meiji na Guerra Sino-Japonesa de 1894-1895.  Mesmo as melhores tropas da China, o Exército Huai e a Frota Beiyang, ambas comandadas por Li Hongzhang, não eram páreo para o exército e a marinha mais bem treinados, mais bem liderados e mais rápidos do Japão. 
Quando foi desenvolvida pela primeira vez pela Imperatriz Viúva Cixi, a Frota Beiyang era considerada a marinha mais forte do Leste Asiático. Antes de seu filho adotivo, o imperador Guangxu, assumir o trono em 1889, Cixi escreveu ordens explícitas para que a marinha continuasse a desenvolver-se e a expandir-se gradualmente.  No entanto, depois que Cixi se aposentou, todo o desenvolvimento naval e militar foi drasticamente interrompido. Muitas vezes há rumores falsos de que as vitórias do Japão sobre a China são culpa de Cixi.  Muitos acreditavam que Cixi foi a causa da derrota da Marinha ao desviar fundos da Marinha para construir o Palácio de Verão em Pequim. No entanto, extensas pesquisas realizadas por historiadores chineses revelaram que Cixi não foi a causa do declínio da marinha chinesa. Na realidade, a derrota da China foi causada pela falta de interesse do Imperador Guangxu em desenvolver e manter as forças armadas.  Seu conselheiro próximo, Grande Tutor Weng Tonghe, aconselhou Guangxu a cortar todo o financiamento para a marinha e o exército, porque ele não via o Japão como uma verdadeira ameaça, e houve vários desastres naturais durante o início da década de 1890 que o imperador considerou mais prementes. para gastar fundos. 
As derrotas militares sofridas pela China foram atribuídas ao partidarismo dos governadores militares regionais. Por exemplo, a Frota Beiyang recusou-se a participar na Guerra Sino-Francesa em 1884,  a Frota Nanyang retaliou recusando-se a desdobrar-se durante a Guerra Sino-Japonesa de 1895.  Li Hongzhang queria manter pessoalmente o controle desta frota, muitos dos principais navios entre eles, mantendo-a no norte da China e não deixando-a cair no controle das facções do sul.  A China não tinha um único almirantado encarregado de todas as marinhas chinesas antes de 1885;  as marinhas do norte e do sul da China não cooperaram, portanto as marinhas inimigas precisavam apenas combater um segmento da marinha da China. 

### Primeira Guerra Sino-Japonesa
A tabela abaixo foi posteriormente avaliada como tendo provavelmente superestimado o Exército do Estandarte Verde e subestimado o tamanho do exército treinado. No entanto, é impossível obter um registo completo e preciso das forças da dinastia Qing nas vésperas do conflito. 

## Organização

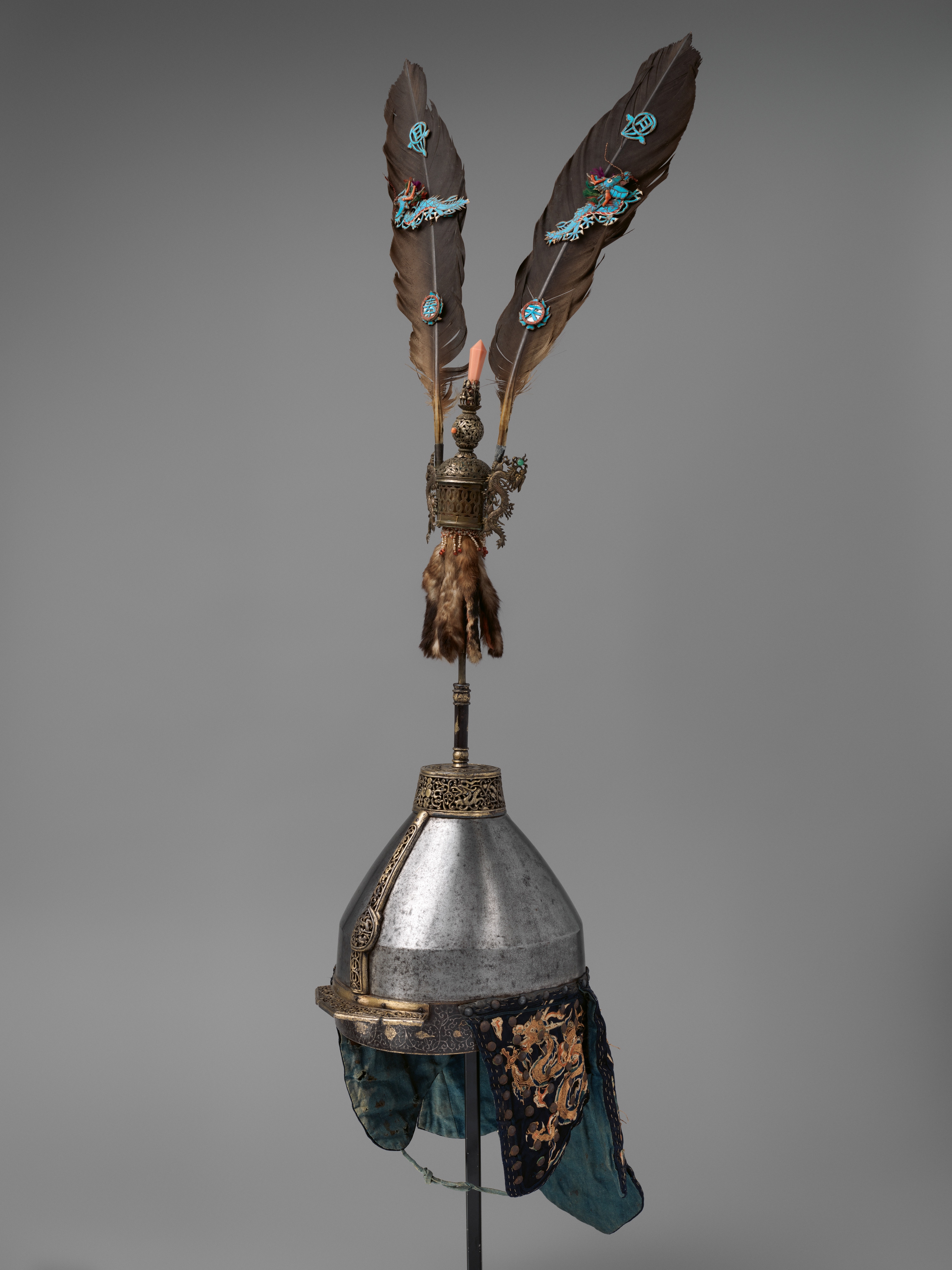
Capacete Qing, séc. XVII-XVIII.

Uma das chaves para o sucesso da unificação das tribos Jurchén por Nurhachi e seu desafio à dinastia Ming no início do século XVII foi a formação das Oito Estandartes, uma instituição exclusivamente Manchu que era militarmente eficiente, mas também desempenhava papéis econômicos, sociais e políticos.  Já em 1601 e possivelmente alguns anos antes, Nurhachi fez com que seus soldados e suas famílias se registrassem em companhias permanentes conhecidas como niru, o mesmo nome dos grupos de caça menores nos quais os homens Jurchén tradicionalmente se juntavam para praticar operações militares e travar a guerra.  Algum tempo antes de 1607, essas empresas foram agrupadas em unidades maiores chamadas gūsa, ou "estandartes", diferenciadas por cores: amarelo, branco, vermelho e azul.  Em 1615, uma borda vermelha foi adicionada a cada bandeira (exceto para a bandeira vermelha, à qual foi adicionada uma borda branca) para formar um total de oito estandartes que as tropas Jurchén carregaram nas batalhas.  O sistema de bandeiras permitiu que o novo estado de Nurhachi absorvesse as tribos derrotadas de Jurchen simplesmente adicionando companhias; esta integração, por sua vez, ajudou a reorganizar a sociedade Jurchen para além das pequenas afiliações de clãs. 

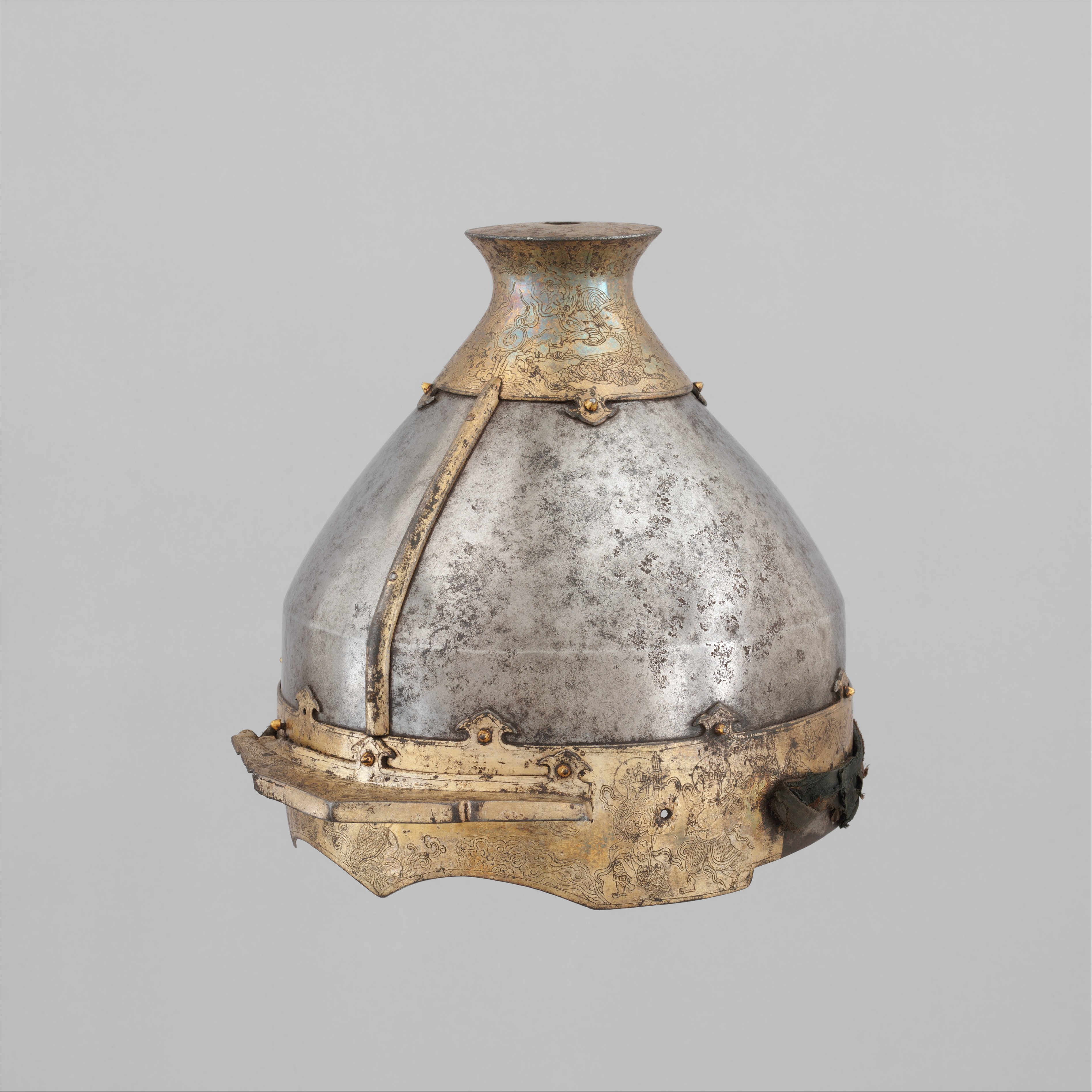
Capacete do início da dinastia Qing, de meados ao final do século XVII.

À medida que o poder Qing se expandia ao norte da Grande Muralha, o sistema Estandarte também se expandia. Logo depois de derrotar os mongóis Chahar com a ajuda de outras tribos mongóis em 1635, o filho e sucessor de Nurhaci, Huang-Taiji, incorporou seus novos súditos e aliados mongóis nas Oito Estandartes Mongóis, que corriam paralelamente às bandeiras Manchu originais.  Hong Taiji foi mais prudente na integração das tropas chinesas.  Em 1629, ele criou pela primeira vez um "exército chinês" (Manchu:ᠨᡳᡴᠠᠨ
ᠴᠣᠣᡥᠠ nikan cooha; chinês tradicional: 漢軍, pinyin: Hànjūn) de cerca de 3.000 homens.  Em 1631, essas unidades chinesas absorveram homens que podiam construir e operar canhões de estilo europeu e, portanto, foram renomeadas como "Tropas Pesadas" (chinês tradicional: 重軍, pinyin: Zhòngjūn).  Em 1633 contavam cerca de 20 companhias e 4.500 homens lutando sob os padrões negros.  Essas empresas chinesas foram agrupadas em duas bandeiras em 1637, quatro em 1639 e, finalmente, oito bandeiras em 1642.  Esses estandartes "Hanjun" são conhecidos como estandartes "chineses" ou "chineses-marciais". 
Grupos selecionados de vassalos chineses Han foram transferidos em massa para Bandeiras Manchu pelos Qing, mudando sua etnia de chineses Han para Manchu. Os vassalos chineses han de origem Tai Nikan 台尼堪 (posto de vigia chinês) e Fusi Nikan 抚顺尼堪 (chinês Fushun)  fundiram-se nas bandeiras Manchu em 1740 por ordem do imperador Qing Qianlong.  Foi entre 1618 e 1629 quando os chineses Han de Liaodong, que mais tarde se tornaram Fushun Nikan e Tai Nikan, desertaram para Jurchén (Manchus). 
Os clãs Manchu de origem chinesa Han continuaram a usar seus sobrenomes Han e foram marcados como de origem Han nas listas Qing de clãs Manchu . As famílias Manchu adotaram filhos chineses Han de famílias de origem servo Booi Aha (baoyi) e serviram nos registros de empresas Manchu como famílias isoladas Manchus e a corte imperial Qing descobriu isso em 1729. Os vassalos manchus que precisavam de dinheiro ajudaram a falsificar o registro de servos chineses han sendo adotados nas bandeiras manchus e as famílias manchus que não tinham filhos foram autorizadas a adotar os filhos de seus servos, ou os próprios servos.  As famílias Manchu foram pagas para adotar filhos chineses Han de famílias servas por essas famílias. O capitão da Guarda Imperial Qing, Batu, ficou furioso com os manchus, que adotaram chineses han de famílias de escravos e servos em troca de dinheiro, e expressou seu descontentamento por eles adotarem chineses han em vez de outros manchus.  Esses chineses han que se infiltraram nas Bandeiras Manchu por adoção eram conhecidos como "vassalos de status secundário" e "falsos Manchus" ou "Manchus de registro separado", e eventualmente eram tantos que assumiram posições militares nas Bandeiras que teria sido reservado para Manchus. Filhos adotivos chineses Han e vassalos de registro separado representavam 800 dos 1.600 soldados nas Bandeiras Mongóis e nas Bandeiras Manchu de Hangzhou em 1740, o que era quase 50%. Os filhos adotivos chineses han representavam 220 dos 1.600 soldados não assalariados em Jingzhou em 1747 e uma variedade de vassalos chineses han de registro separado, mongóis e manchus constituíam o restante. Os vassalos de status secundário chineses han representavam 180 dos 3.600 agregados familiares de soldados em Ningxia, enquanto os registros separados chineses han representavam 380 dos 2.700 soldados manchus em Liangzhou. Como os chineses Han Manchus ocuparam posições militares, poucos Manchus ganharam posições como soldados nos exércitos da Bandeira. Dizia-se que os chineses Han eram boas tropas militares e suas habilidades de marcha e tiro com arco eram excelentes; o tenente-general Zhapu não conseguia diferenciá-los dos verdadeiros Manchus em termos de habilidades militares.  As bandeiras manchus continham muitos "falsos manchus" que eram de famílias civis chinesas han, mas foram adotados por vassalos manchus após o reinado de Yongzheng. As bandeiras mongóis Jingkou e Jiangning e as bandeiras Manchu tiveram 1.795 chineses han adotados e as bandeiras mongóis de Pequim e as bandeiras manchu tiveram 2.400 chineses han adotados nas estatísticas retiradas do censo de 1821. Apesar das tentativas de Qing de diferenciar os chineses han adotados dos vassalos manchus normais, as diferenças entre eles tornaram-se nebulosas.  Esses servos chineses Han adotados que conseguiram assumir papéis de estandarte Manchu foram chamados de kaihu ren (開戶人) em chinês e dangse faksalaha urse em Manchu. Outros Manchus eram chamados de jingkini Manjusa.
Os Manchus enviaram vassalos Han para lutar contra os leais Ming de Koxinga em Fujian.  Os Qing realizaram um banimento marítimo, forçando as pessoas a evacuar a costa, a fim de privar de recursos os partidários Ming de Koxinga. Isso levou ao mito de que acontecia porque os Manchus tinham "medo de água". Em Fujian, os vassalos chineses Han lutavam em nome dos Qing, o que refuta a afirmação de que os Manchus temiam a água.  Um poema mostra vassalos do norte Han referindo-se aos Tanka que vivem na costa e nos rios do sul de Fujian como "bárbaros". 
Os banners em sua ordem de precedência foram os seguintes: amarelo, borda amarela, branco, vermelho, borda branca, borda vermelha, azul e borda azul. As bandeiras amarelas, com bordas amarelas e brancas eram conhecidas coletivamente como as "Três Estandartes Superiores" (chinês: 上三旗, pinyin: shàng sān qí) e estavam sob o comando direto do imperador. Apenas os Manchus pertencentes às Três Bandeiras Superiores e os chineses Han selecionados que haviam passado no mais alto nível de exames marciais estavam qualificados para servir como guarda-costas pessoais do imperador. Os banners restantes eram conhecidos como "Cinco Estandartes Inferiores" (chinês: 下五旗, pinyin: xià wǔ qí) e eram comandados por príncipes manchus hereditários descendentes da família imediata de Nurhachi, conhecidos informalmente como os "Príncipes do Chapéu de Ferro". Na era de Nurhaci e no início da era Hong Taiij, esses príncipes formaram o Conselho Deliberativo de Príncipes e Ministros, bem como o alto comando do exército.
| Estandarte | Nome                       |
| ---------- | -------------------------- |
|            | Estandarte Amarelo Bordado |
|            | Estandarte Amarelo Simples |
|            | Estandarte Branco Simples  |

|  | Estandarte Vermelho Simples |
|  | Estandarte Branco Bordado   |
|  | Estandarte Vermelho Bordado |
|  | Estandarte Azul Simples     |
|  | Estandarte Azul Bordado     |

| Despesas com forças militares 1885 | Despesas com forças militares 1885 | Despesas com forças militares 1885 | Despesas com forças militares 1885 | Despesas com forças militares 1885 |
| Local                              | Soldados                           | Estandarte Verde                   | Total                              |                                    |
| ---------------------------------- | ---------------------------------- | ---------------------------------- | ---------------------------------- | ---------------------------------- |
| Zhili                              |                                    | 1,321,953                          | 1,321,953                          |                                    |
| Liaoning (dado como Fengtian)      | 641,991                            |                                    | 641,991                            |                                    |
| Jilin                              | 432,173                            |                                    | 432,173                            |                                    |
| Heilongjiang                       | 331,127                            |                                    | 331,127                            |                                    |
| Shandong                           | 110,262                            | 361,348                            | 471,610                            |                                    |
| Shanxi                             | 273,484                            | 389,740                            | 663,224                            |                                    |
| Henan                              | 119,188                            | 289,223                            | 408,411                            |                                    |
| Jiangsu                            | 317,250                            | 578,664                            | 895,914                            |                                    |
| Anhui                              |                                    | 197,198                            | 197,198                            |                                    |
| Jiangxi                            |                                    | 225,166                            | 225,166                            |                                    |
| Fujian                             | 125,564                            | 851,740                            | 1,007,034                          |                                    |
| Zhejiang                           | 153,904                            | 692,125                            | 846,029                            |                                    |
| Hubei                              | 319,023                            | 286,000                            | 605,023                            |                                    |
| Hunan                              |                                    | 425,047                            | 425,047                            |                                    |
| Shaanxi                            | 357,856                            | 208,259                            | 566,125                            |                                    |
| Xinjiang                           | 449,203                            | 1,568,039                          | 2,017,242                          |                                    |
| Sichuan                            |                                    | 952,329                            | 952,239                            |                                    |
| Guangdong                          | 168,702                            | 1,115,777                          | 1,284,479                          |                                    |
| Guangxi                            |                                    | 205,768                            | 205,768                            |                                    |
| Yunnan                             |                                    | 355,664                            | 355,664                            |                                    |
| Guizhou                            |                                    | 491,537                            | 491,537                            |                                    |
| Total                              | 4,006,411                          | 10,886,904                         | 14,913,215                         |                                    |

Em meados da década de 1880, dizia-se que o Padrão Verde era composto por cerca de 447.876 homens agrupados em formações de tamanhos variados. Seis unidades estavam abaixo de 1.000 homens, 29 unidades entre 2.000 e 3.000, 25 entre 2.000 e 3.000, 20 entre 3.000 e 4.000, 6 entre 4.000 e 6.000, 4 unidades entre 6.000 e 7.000, 1 unidade entre 8.000 e 9.000, 4 unidades entre 9.000 e 10.000 e 1 unidade acima de 10.000. Com mais 31 unidades de quantidade não especificada para um total de 127 unidades com uma média ligeiramente superior a 3.500 por unidade. 
De acordo com Boulay, as forças chinesas às vésperas da guerra contavam com pouco menos de 1.100.000 homens, mas ele observa que isso é provavelmente um exagero e que a força é provavelmente menor na prática. As forças chinesas treinadas na região de guerra totalizaram 92.390 infantaria, 23.410 cavalaria, 7.010 artilheiros de campo e guarnição, 1.090 tropas de minas (navais) e 1.130 barqueiros para os vários canais e rios. Os homens da artilharia estavam armados com canhões Krupp de 70 mm e 80 mm, mas faltava treinamento, especialmente em artilharia. 
| Local | Soldados | Estandarte Verde* | Homens treinados (Bravos e Estandarte Verde*) | Total     |
| --- | -------- | ----------------- | --------------------------------------------- | --------- |
| Beijing                                                                                                  | 125,610  | 10,000            | 28,720                                        | 163,340   |
| Costa de Zhili                                                                                           | 1,070    | 8,090             | 28,150                                        | 37,310    |
| Interior de Zhili                                                                                        | 17,040   | 16,280            | 10,560                                        | 43,880    |
| Total de Zhili                                                                                           | 143,270  | 34,370            | 66,980                                        | 244,260   |
| Costa de Shandong                                                                                        | 0        | 3,620             | 9,130                                         | 12,750    |
| Interior de Shandong                                                                                     | 2,510    | 13,770            | 9,270                                         | 23,550    |
| Total de Shandong                                                                                        | 2,510    | 17,390            | 18,400                                        | 38,300    |
| Costa de Shengjing (Liaoning)                                                                            | 4,170    | 0                 | 15,160                                        | 19,330    |
| Interior de Shengjing (Liaoning)                                                                         | 11,880   | 0                 | 7,150                                         | 19,030    |
| Total de Shengjing (Liaoning)                                                                            | 16,050   | 0                 | 22,310                                        | 38,360    |
| Total de Heilongjiang                                                                                    | 8,080    | 0                 | 8,040                                         | 16,120    |
| Total de Jilin                                                                                           | 10,400   | 0                 | 9,300                                         | 19,700    |
| Total da Manchúria                                                                                       | 34,530   | 0                 | 39,470                                        | 74,180    |
| Total de Zhili, Shandong e Manchúria                                                                     | 180,310  | 51,760            | 125,030                                       | 357,100   |
| Total do resto da China                                                                                  | 145,290  | 305,390           | 283,800                                       | 734,480   |
| Total do Império inteiro                                                                                 | 325,600  | 357,150           | 408,830                                       | 1,091,580 |
| *Aproximadamente 100.000 homens do exército treinado foram inscritos simultaneamente no estandarte verde |          |                   |                                               |           |

Um valor alternativo é fornecido por Volpicelli:
| Província | Exército do Estandarte | Exército do Estandarte Verde | Bravos | Exército Treinado |
| --- | ---------------------- | ---------------------------- | ------ | ----------------- |
| Zhili | 162,646                | 47,138                       | 22,700 | 4,000             |
| Shanxi | 4,149                  | 26,288                       | 5,700  |                   |
| Shandong | 2,405                  | 25,406                       | 6,500  |                   |
| Henan | 1,011                  | 8,943                        | 4,500  | 5,000             |
| Jiangsu e Anhui | 6,539                  | 46,840                       | 27,100 |                   |
| Jiangxi |                        | 11,074                       |        |                   |
| Zhejiang | 4,055                  | 37,546                       | 2,850  |                   |
| Fujian | 2,781                  | 62,573                       | 5,500  |                   |
| Guangdong | 5,356                  | 69,015                       | 3,000  |                   |
| Guangxi |                        | 11,535                       |        | 3,000             |
| Sichuan | 2,065                  | 34,790                       | 12.900 |                   |
| Hubei | 5,842                  | 22,603                       | 6,000  |                   |
| Hunan |                        | 26,470                       |        |                   |
| Shaanxi | 6,719                  | 43,261                       |        |                   |
| Gansu | 5,791                  | 43,519                       |        |                   |
| Yunnan |                        | 36,110                       |        |                   |
| Guizhou |                        | 30,613                       |        |                   |
| Shengjing* | 19,952                 |                              |        |                   |
| Jilin* | 10,712                 |                              |        |                   |
| Amur* | 11,661                 |                              |        |                   |
| Xinjiang | 15,548                 | 15,295                       |        |                   |
| Total | 266,872                | 599,019                      | 96,750 | 12,000            |
| * Também existia um forte exército da Manchúria com 170.000 homens, dos quais havia 12.000 infantaria treinada, 1.500 cavalaria treinada e 60 canhões. Dividido igualmente entre as 3 províncias, dando a cada província 4.000 infantaria, 500 cavalaria e 20 canhões. Esta força foi organizada por Wu Dacheng no final da década de 1880, mas nenhum treinamento adicional dos 156.500 soldados restantes foi realizado antes do início da guerra. |                        |                              |        |                   |

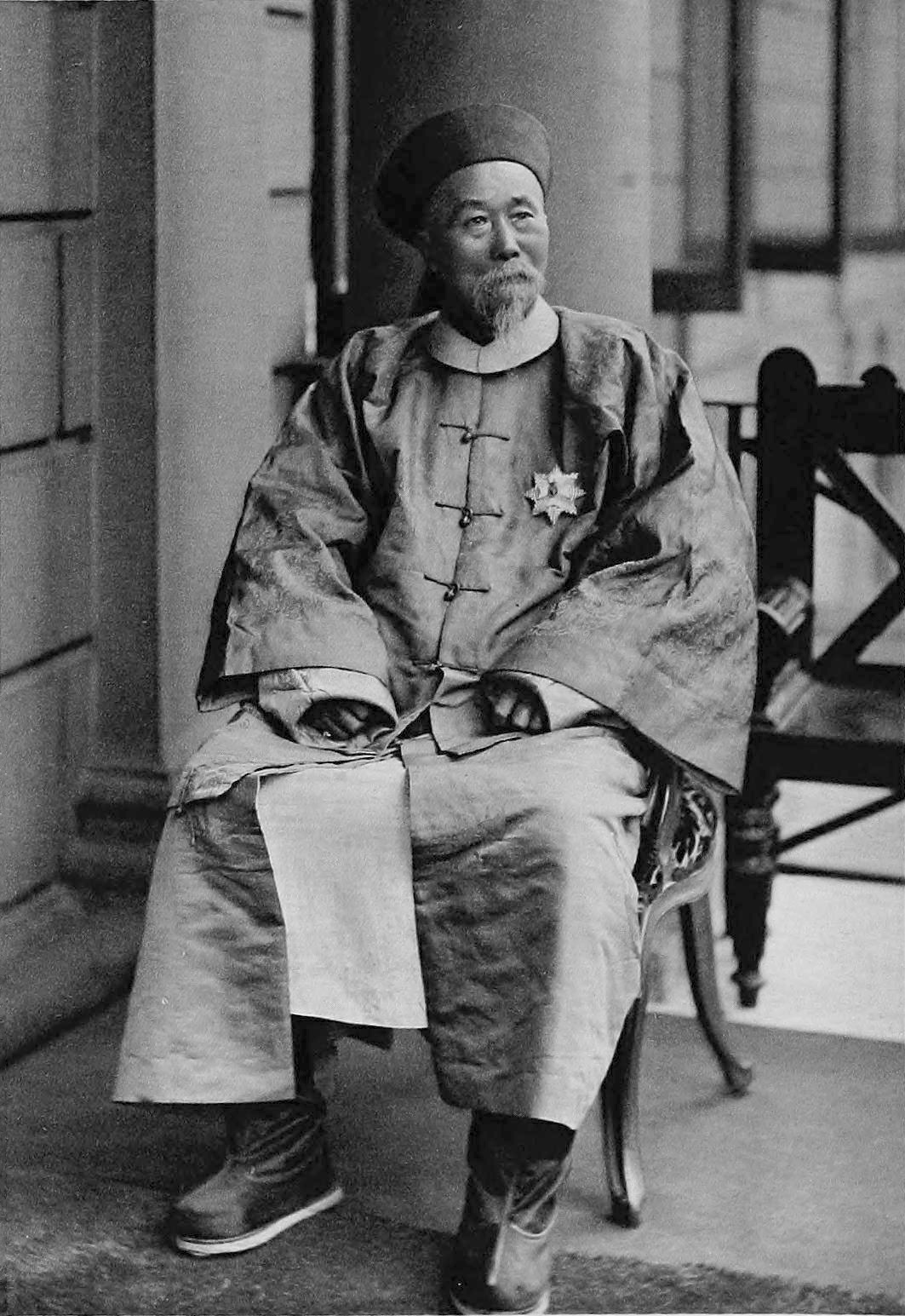
Li Hongzhang, comandante do Exército Huai e da Frota Beiyang, as forças responsáveis pela maior parte dos combates da Primeira Guerra Sino-Japonesa.

Todo o exército Qing às vésperas da guerra consistia, portanto, de 974.641 soldados (sem incluir o exército da Manchúria ou os de Taiwan). Jowett afirma que dos quase 600.000 soldados do Green Standard, apenas 50.000 receberam treinamento moderno e armas de fogo.  A tabela acima não inclui a guarnição de Taiwan. Esposito dá a guarnição de Taiwan em 20 batalhões Brave ou 10.000 homens no papel com mais 14.000 soldados verdes novamente no papel. Embora durante a guerra os reforços da China continental e os recrutamentos nativos tenham levado ao crescimento da força das forças em Taiwan para 50.000.  O relato de Zenone afirma que algo entre 20.000 e 30.000 dos estandartes metropolitanos eram verdadeiros soldados com capacidade de lutar. Esposito afirma que 60% do exército da Bandeira era de cavalaria.  
Os exércitos de Estandartes Metropolitanos Manchu também foram subdivididos, mas há 2 relatos diferentes sobre o tamanho e a natureza da subdivisão  
| Subdivisões de Zenone | Contagem de Zenone | Contagem de Esposito       | Subdivisões de Esposito*   |
| --- | ------------------ | -------------------------- | -------------------------- |
| Divisão Paga | 28,800             | 67,000 (60,000 infantaria) | Divisão Paga               |
| Guardas/Flanco | 15,000             | 4,000                      | Flanco                     |
| Vanguarda | 1,700              | 2,000                      | Vanguarda                  |
| Leve | 2,000              |                            |                            |
| Guarda Imperial | 1,700              | 3,000                      | Guarda Imperial            |
| Gendarmaria | 21,000             | 20,000                     | Força Terrestre            |
| Artilharia e Mosquetaria | 6,200              |                            |                            |
| Força de Campo de Pequim | 20,000             | 7,250 / 32 armas           | Força de Campo de Pequim** |
| Total | 96,400             | 103,250                    |                            |
| *No relato de Esposito havia também 4.000 homens do estabelecimento Imperial de Caça organizados em um batalhão de Caça ao Tigre e operados como força de choque ao longo do século XIX. ** No relato de Esposito, a força de campo de Pequim era uma unidade onde os soldados eram alternados para receber treinamento moderno, sendo que, além da força central de 7.250, os canhões mencionados também são canhões de cano liso. |                    |                            |                            |

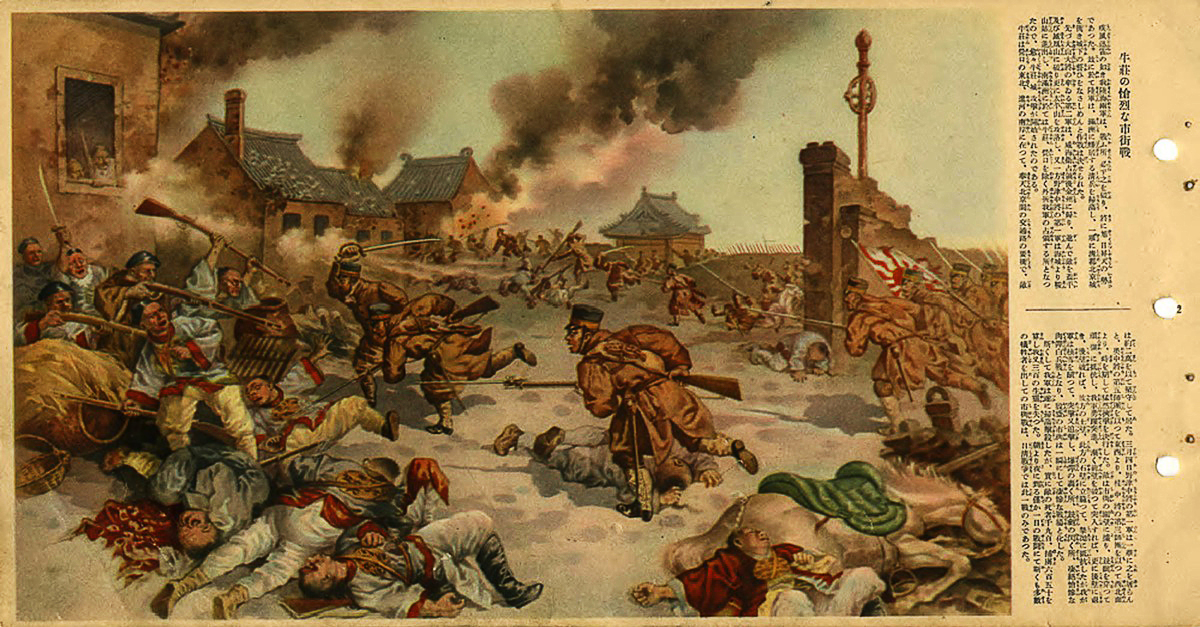
Tropas Qing enfrentando derrota durante a Batalha de Yingkou em 1895.

Durante o período entre o fim da Rebelião Taiping e o início da guerra, o governo Qing iniciou um processo de reforma do exército padrão Verde. O exército do Padrão Verde era fraco e disperso, incapaz de mobilizar homens de forma eficaz, pois a folha de pagamento estava inflada com soldados inexistentes e os seus soldados eram viciados em ópio e jogos de azar. O governo Qing procurou recriar o Exército do Estandarte Verde de uma forma moderna com a criação das "Forças Disciplinadas" ou Lien-chun. Os Lien-Chun retiraram seus homens do Padrão Verde, mas operaram mais como os Braves dos exércitos de Hunan e Anhui. De 1885 em diante, frequentes decretos imperiais recomendaram a reforma de todo o Exército Padrão Verde em Lien-Chun, embora pouco progresso tenha sido feito. Em 1894, o governo imperial ditou que o Padrão Verde era para tarefas de policiamento e operações de combate a bandidos, enquanto os Braves eram para combater rebeliões.  O governo Qing iniciou um programa de rearmamento importando armamento e produzindo seu próprio armamento em arsenais locais somente em 1880 o governo Qing importou 149 peças de artilharia pesada e 275 de campanha também decidiu importar 26.000 rifles Mauser 1871 e padronizar este rifle em 1882 no entanto, isso nunca foi alcançado. O governo chinês também comprou 151 canhões Maxim entre 1892 e 1895 e em 1890 o arsenal de Tianjin já produzia canhões Maxim, acompanhado em 1892 pelo arsenal de Nanjing.   As estimativas do Conselho de Receitas e do Conselho de Guerra afirmam que a força efetiva do exército chinês era de 360.000, incluindo a milícia provincial, o exército de defesa (os bravos), o Lien-Chun e as tropas do novo estilo. O exército durante a guerra demorou a mobilizar-se e a avançar para o combate, sendo a falta de caminhos-de-ferro um factor chave para isso. Portanto, a luta na guerra recaiu quase inteiramente sobre as forças já presentes na Manchúria, Zhili e Shandong. Os próprios exércitos eram predominantemente de infantaria e cavalaria com artilharia anexada à infantaria com serviços de apoio como logística, medicina, engenharia e sinalização inexistentes, mão de obra contratada conduzia transporte de mercadorias e engenharia básica com alguns trabalhadores civis que atuaram como intendentes com alguns médicos em a traseira. O fornecimento de tropas era geralmente deixado para as províncias em que lutavam. Isto criou uma situação caótica, com algumas unidades bem abastecidas e outras dificilmente abastecidas, com munições mal distribuídas e este problema só foi agravado pela falta de padronização do armamento entre os soldados. Os arsenais do governo revelaram-se insuficientes para apoiar todo o exército Qing e o governo foi forçado a comprar equipamento no estrangeiro.  As principais questões dos militares chineses eram o comando descentralizado, a falta de formações especializadas, a falta de formação moderna e a escassez de armamento moderno. No entanto, a pior fraqueza foi a grave incompetência de alto nível, com estratégia e táticas básicas completamente ausentes. O alto comando chinês usou repetidamente a mesma tática básica de uma defesa passiva fortificando uma posição apenas para os japoneses flanquearem a posição e derrotá-los. 

### Exércitos do final da dinastia

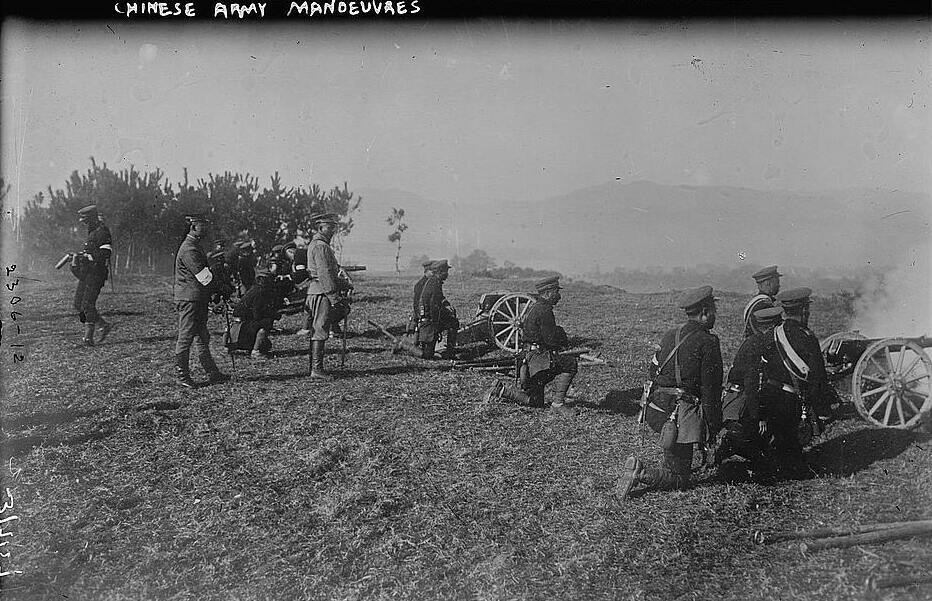
O Exército Beiyang na condução de exercícios militares, 1910

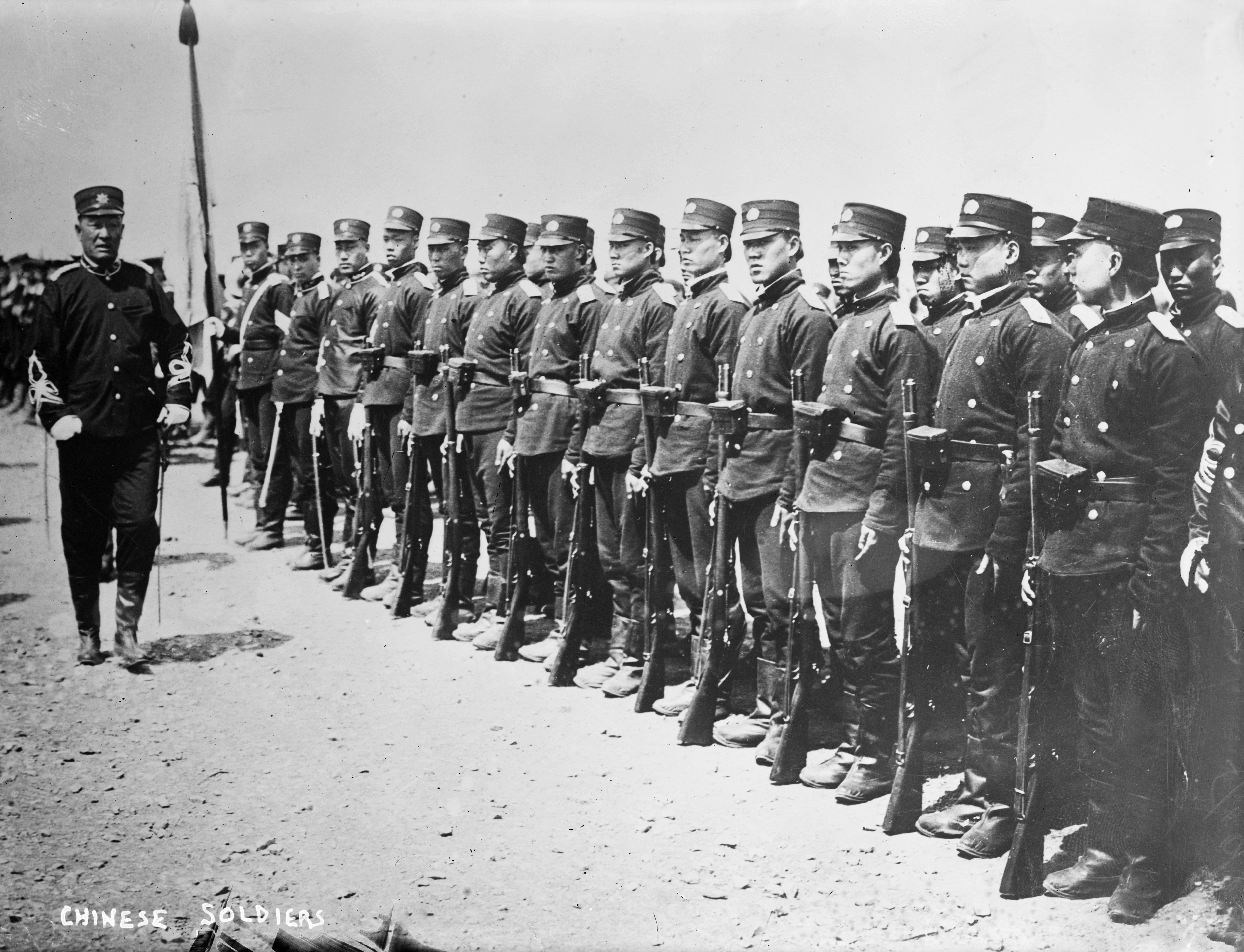
O Novo Exército Qing em 1905

Perder a Primeira Guerra Sino-Japonesa de 1894-1895 foi um divisor de águas para o governo Qing. O Japão, um país há muito considerado pelos chineses como pouco mais do que uma nação iniciante de piratas, derrotou de forma convincente o seu vizinho maior e, no processo, aniquilou o orgulho e a alegria do governo Qing - a sua modernizada Frota Beiyang, então considerada a força naval mais forte. Na ásia. Ao fazê-lo, o Japão tornou-se o primeiro país asiático a juntar-se às fileiras anteriormente exclusivamente ocidentais de potências coloniais. A derrota foi um rude despertar para a corte Qing, especialmente quando colocada no contexto de que ocorreu apenas três décadas depois de a Restauração Meiji ter colocado um Japão feudal no caminho para emular as nações ocidentais nas suas conquistas económicas e tecnológicas. Finalmente, em Dezembro de 1894, o governo Qing tomou medidas concretas para reformar as instituições militares e para retreinar unidades seleccionadas em exercícios, tácticas e armamento ocidentalizados. Essas unidades foram chamadas coletivamente de Novo Exército . O mais bem-sucedido deles foi o Exército Beiyang sob a supervisão e controle geral de um ex-comandante do Exército Huai, General Yuan Shikai, que usou sua posição para eventualmente se tornar Presidente da República da China e finalmente imperador da China. 

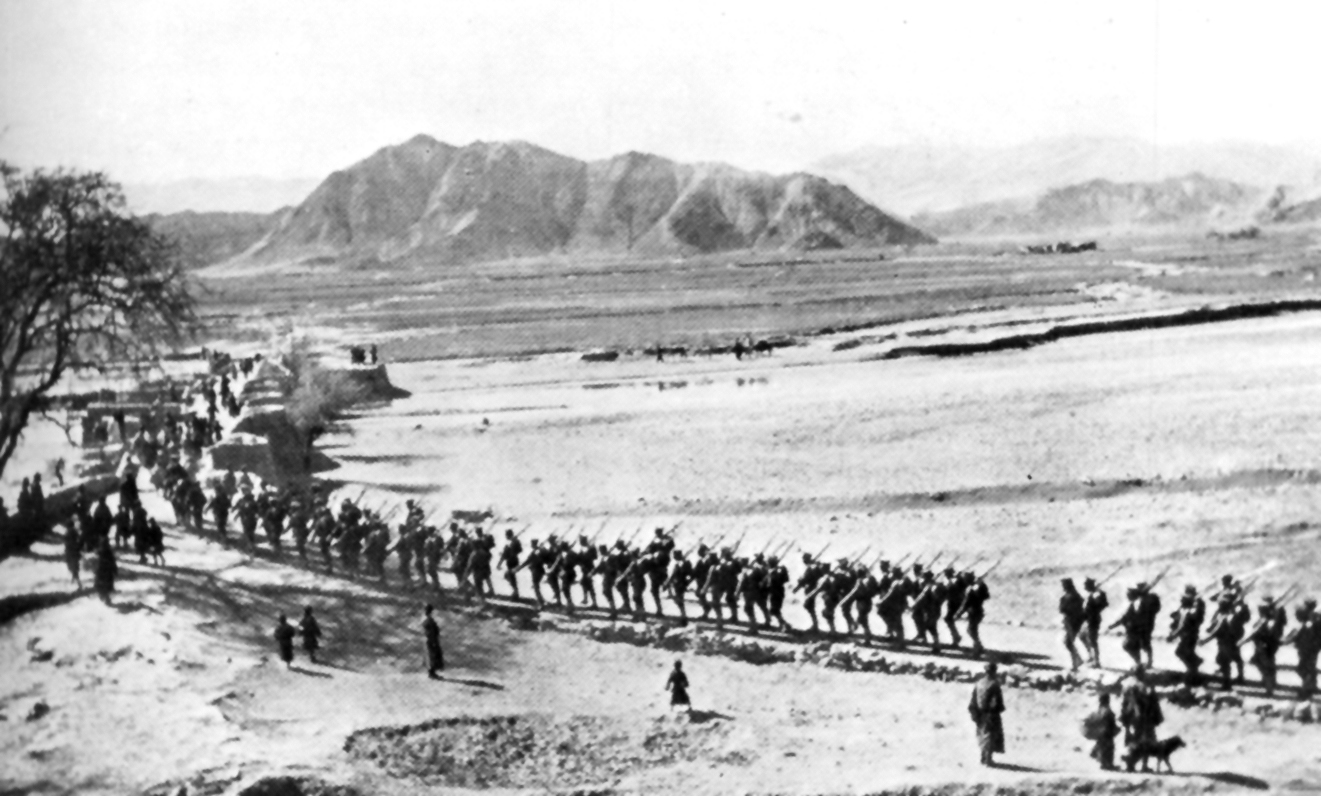
Após o fim do império, o Novo Exército de Sichuan deixou Lhasa em 1912.

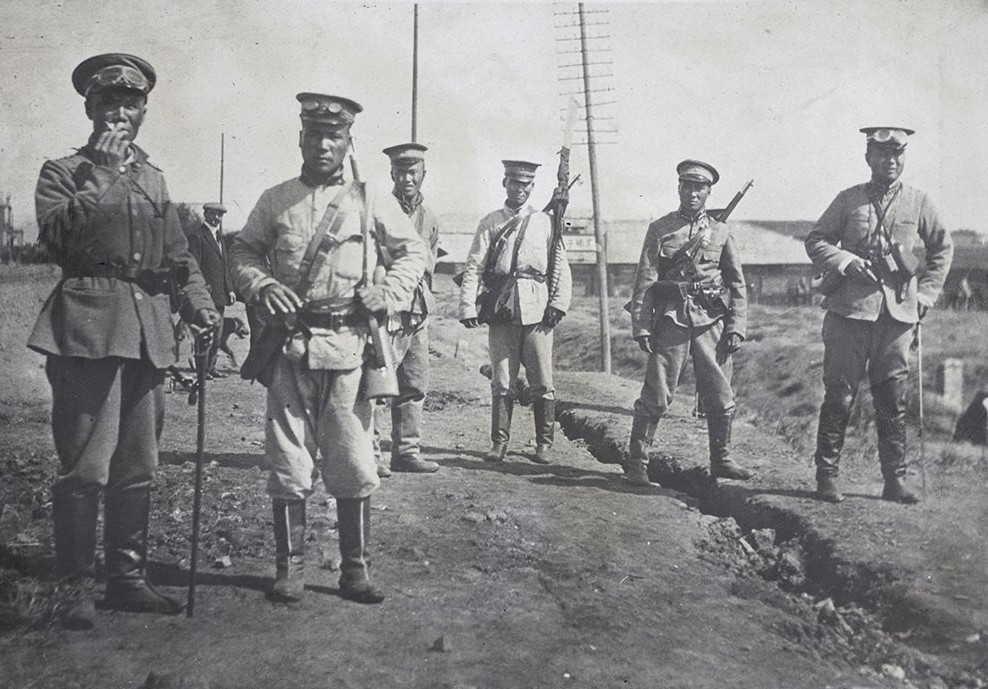
O Novo Exército Qing em 1911

Durante a Rebelião Boxer, as forças imperiais chinesas implantaram uma arma chamada "minas elétricas" em 15 de junho, no rio Hai, antes da Batalha dos Fortes de Dagu (1900), para evitar que a Aliança Ocidental das Oito Nações enviasse navios para atacar. Isto foi relatado pela inteligência militar americana nos Estados Unidos. Departamento de Guerra pelos Estados Unidos. Gabinete do Ajudante-Geral. Divisão de Informação Militar.   Diferentes exércitos chineses foram modernizados em diferentes graus pela dinastia Qing. Por exemplo, durante a Rebelião dos Boxers, em contraste com os Manchu e outros soldados chineses que usavam flechas e arcos, a cavalaria muçulmana Bravos de Kansu tinha os mais novos rifles de carabina.  Os muçulmanos Bravos de Kansu usaram o armamento para infligir numerosas derrotas aos exércitos ocidentais na Rebelião Boxer, na Batalha de Langfang e em vários outros combates em torno de Tianjin.   The Times observou que "10.000 soldados europeus foram controlados por 15.000 bravos chineses". O fogo da artilharia chinesa causou um fluxo constante de baixas entre os soldados ocidentais. Durante um combate, pesadas baixas foram infligidas aos franceses e japoneses, e os britânicos e russos perderam alguns homens.  Os artilheiros chineses durante a batalha também aprenderam como usar com precisão a artilharia Krupp comprada pelos alemães, superando os artilheiros europeus. Os projéteis da artilharia chinesa atingiram diretamente o alvo nas áreas militares dos exércitos ocidentais. 

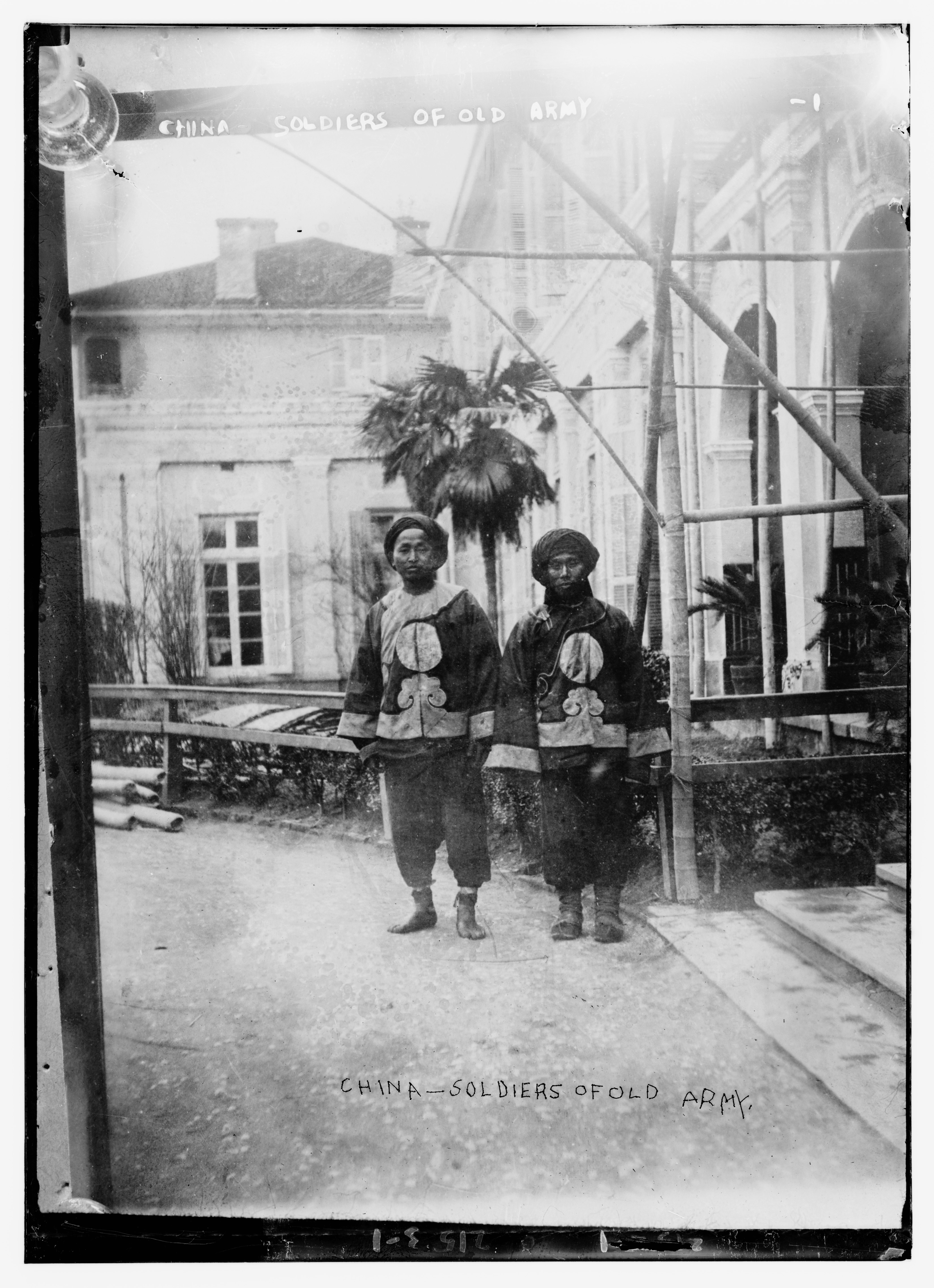
Tropas do Estandarte Verde em 1900.

Os líderes militares e os exércitos formados no final do século XIX continuaram a dominar a política até boa parte do século XX. Durante o que foi chamado de Era dos Senhores da Guerra (1916–1928), os exércitos do final da dinastia Qing tornaram-se rivais e lutaram entre si e com novos militaristas. 
A dinastia Qing em sua última série de reformas formou o Novo Exército dividido em Lujun (exército regular) e Xunfangdui (reserva/tropas provinciais). O Lujun foi dividido em 3 formações, o Changbei jun, que consistia em 36 divisões com 12.512 homens em tempos de paz e mais de 21.000 em tempos de guerra, com um mandato de serviço de 3 anos. O Xubei jun ou primeira reserva com 36 divisões de 9.840 homens com prazo de serviço de 4 anos. As divisões Houbei de 36 de junho, cada uma com 4.960 homens, com mandato de serviço de 4 anos. 
Isto deu um exército total em tempo de guerra de 934.560 com 756.000 em 36 divisões de 21.512 (excluindo seguidores de campo) e 178.560 em 36 brigadas independentes.
Os Xunfangdui foram organizados por província, com cada província autorizada a manter 5 unidades de 3.010 infantaria ou 1.890 cavalaria ou uma mistura, desde que não haja mais do que um total combinado de 5 unidades de infantaria e cavalaria. Portanto, as 22 províncias poderiam mobilizar um máximo potencial de 331.100 (se colocassem toda a infantaria) ou um mínimo de 207.900. O Xunfangdui atuaria como gendarmaria em tempos de paz e unidades auxiliares para unidades de campo em tempos de guerra. 

### Exército do Estandarte Verde

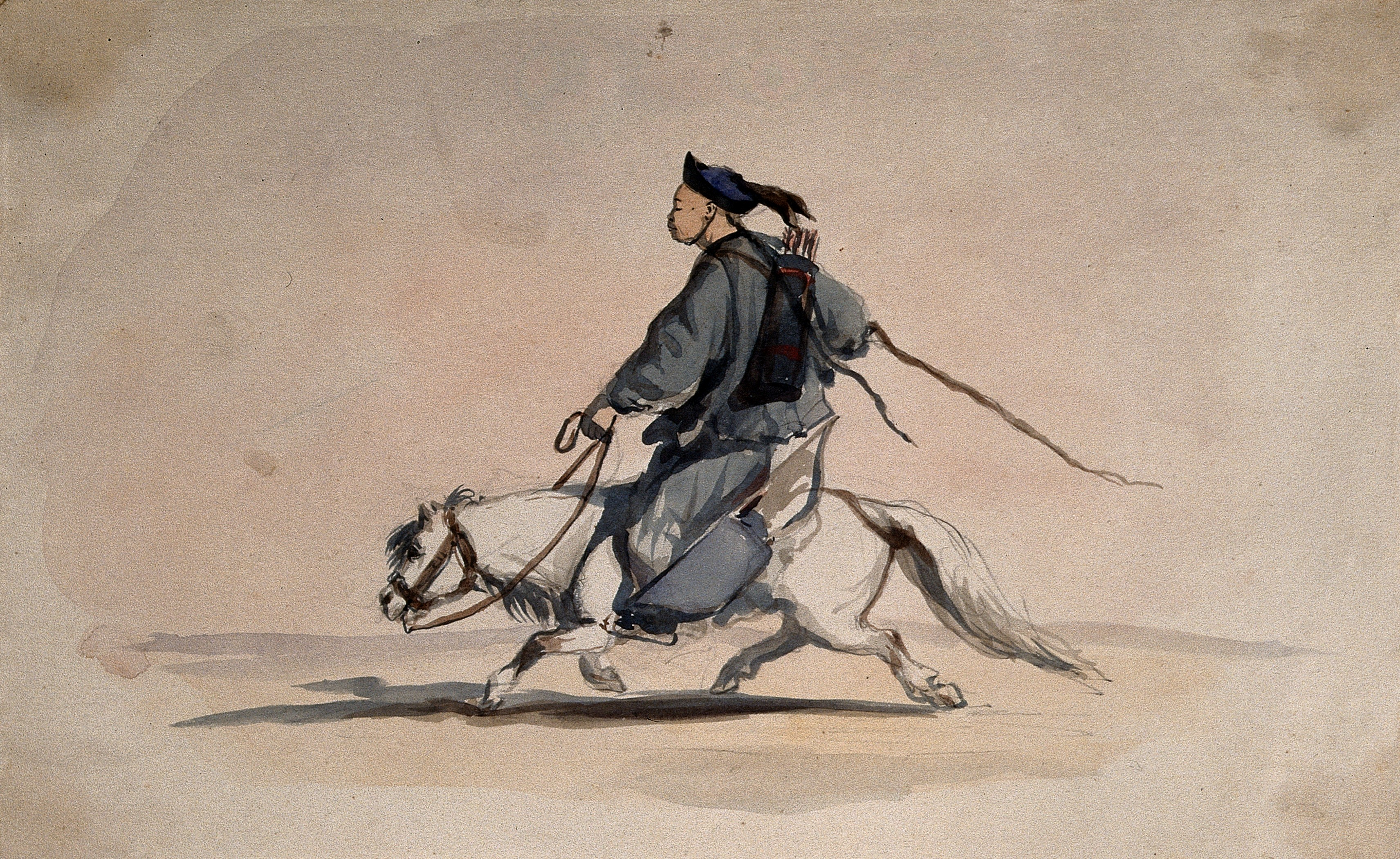
Um soldado do Exército Padrão Verde Chinês

Os Qing criaram exércitos chineses nas regiões que conquistaram. Os exércitos do Padrão Verde foram criados em Shanxi, Shaanxi, Gansu e Jiangnan em 1645, em Fujian em 1650, em Lianguang (Guangdong e Guangxi) em 1651, em Guizhou em 1658 e em Yunnan em 1659.  Eles mantiveram suas patentes da era Ming e foram liderados por uma mistura de oficiais dos Estandarte e do Estandarte Verde.  Essas tropas chinesas eventualmente superaram as tropas da Bandeira em três para um (cerca de 600.000 soldados do Estandarte  Verde para 200.000 vassalos). As tropas dos Estandartes e do Estandarte Verde eram exércitos permanentes, pagos pelo governo central. Além disso, os governadores regionais, desde o nível provincial até ao nível da aldeia, mantiveram as suas próprias milícias locais irregulares para tarefas policiais e ajuda humanitária. Estas milícias recebiam geralmente pequenos subsídios anuais dos cofres regionais para obrigações de serviço a tempo parcial.
Os Qing dividiram a estrutura de comando do Exército Padrão Verde nas províncias entre os oficiais de alta patente e os oficiais de baixa patente, a melhor e mais forte unidade estava sob o controle dos oficiais de mais alta patente, mas ao mesmo tempo, essas unidades estavam em menor número. por outras unidades divididas entre oficiais individuais de baixa patente, para que nenhum deles pudesse se revoltar por conta própria contra os Qing porque não controlavam todos os exércitos. 
Os generais e vassalos manchus foram inicialmente envergonhados pelo melhor desempenho do Exército do Estandarte Verde Chinês Han, que lutou melhor do que eles contra os rebeldes, e isso foi notado pelo Imperador Kangxi, levando-o a desafiar os generais Sun Sike, Wang Jinbao, e Zhao Liangdong para liderar os soldados do Estandarte Verde para esmagar os rebeldes. 
O Estandarte Verde foi dividido em 75 grupos, cada um comandado por um general de brigada com mais 16 generais de brigada de fuzileiros navais. Cada brigada continha um número não especificado de regimentos e cada um deles continha uma quantidade não especificada de Ying (batalhões), cada um contendo 500 infantaria e 250 cavalaria. Se o padrão Verde estivesse em conformidade com a organização do Lujun, cada brigada continha 2 regimentos que continham 3 batalhões, portanto, uma brigada continha 6 batalhões ou 3.000 cavalaria e 1.500 cavalaria, um total de 4.500, isso daria um total nacional de 337.500 soldados terrestres e 72.000 fuzileiros navais. tropas (embora as tropas de fuzileiros navais não fossem fuzileiros navais no sentido tradicional, mas também continham tropas de defesa costeira e sua cavalaria não estava montada). Isto daria um total de 273.000 infantaria e 112.500 cavalaria montada e 24.000 cavalaria não montada. 

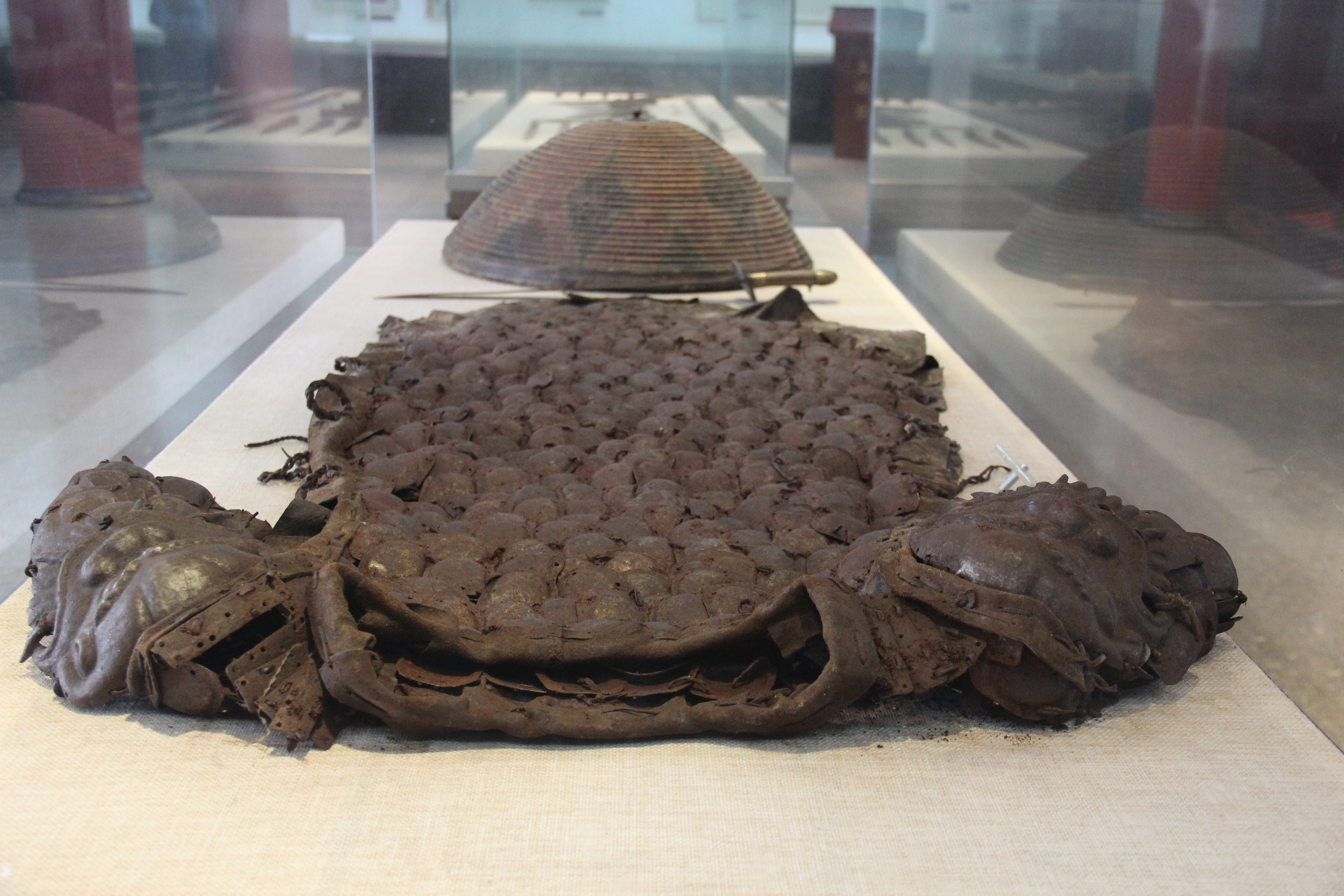
Armadura de escamas com ombreiras com cabeça de leão, dinastia Qing

### Guarnições em tempos de paz

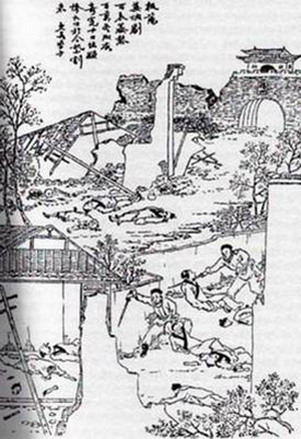
Uma xilogravura do final do período Qing representando o "massacre de Yangzhou" de maio de 1645. No final do século 19, o massacre foi usado por revolucionários anti-Qing para despertar o sentimento anti-Manchu entre a população.

Os exércitos de estandartes estavam amplamente divididos em linhas étnicas, nomeadamente Manchu e Mongol, embora a composição étnica das bandeiras Manchu estivesse longe de ser homogênea, pois incluíam servos não-Manchus registrados na família de seus senhores Manchu. À medida que a guerra com a dinastia Ming avançava e a população chinesa Han sob o domínio Manchu aumentava, Huang-Taiji criou um ramo separado dos Estandartes Han para aproveitar esta nova fonte de mão de obra. Os Seis Ministérios e outros cargos importantes foram preenchidos com Soldados-estandartes Han escolhidos pelos Qing.  Foram os vassalos chineses Han os responsáveis pela bem-sucedida aquisição da China pelos Qing. Eles constituíam a maioria dos governadores no início da dinastia Qing e foram aqueles que governaram e administraram a China após a conquista, estabilizando o domínio Qing.  Os vassalos Han dominaram os cargos de governador-geral na época dos imperadores Shunzhi e Kangxi, bem como os cargos de governador, excluindo em grande parte os civis Han comuns.  A barreira política era entre os não vassalos e a "elite conquistadora" de vassalos, fossem chineses han, mongóis ou manchus. Não foi a etnia o fator. 
As origens sociais do sistema de estandarte fizeram com que a população de cada ramo e suas subdivisões fosse hereditária e rígida. Somente em circunstâncias especiais sancionadas por decreto imperial a miscigenação entre estandartes era permitida. Em contraste, o Exército do Estandarte Verde foi originalmente concebido para ser uma força profissional.
Depois de derrotar os remanescentes das forças Ming, o Exército da Bandeira Manchu, com aproximadamente 200.000 homens na época, foi dividido igualmente; metade foi designada Exército das Oito Estandartes Proibidos (chinês: 禁旅八旗, pinyin: jìnlǚ bāqí) e estava estacionado em Pequim. Serviu tanto como guarnição da capital quanto como principal força de ataque do governo Qing. O restante das tropas da Bandeira foi distribuído para proteger as principais cidades da China. Estes eram conhecidos como Exército Territorial de Oito Estandartes (chinês tradicional: 駐防八旗, chinês simplificado: 驻防八旗, pinyin: zhùfáng bāqí). A corte Manchu, profundamente consciente do seu próprio estatuto de minoria, reforçou uma política rigorosa de segregação racial entre os Manchus e os Mongóis dos chineses Han, por medo de ser sinicizada por estes últimos. Esta política aplicava-se diretamente às guarnições de bandeira, a maioria das quais ocupava uma zona murada separada dentro das cidades onde estavam estacionadas. Em cidades onde havia limitações de espaço como em Qingzhou, uma nova cidade fortificada foi erguida propositadamente para abrigar a guarnição de bandeira e suas famílias. Sendo Pequim a sede imperial, o regente Dorgon fez com que toda a população chinesa fosse realocada à força para os subúrbios ao sul, que ficaram conhecidos como a "Cidadela Exterior" (chinês: 外城, pinyin: wàichéng). A cidade murada do norte, chamada de "Cidadela Interior" (chinês: 內城, pinyin: nèichéng), foi distribuído aos Oito Estandartes Manchus restantes, cada um responsável por guardar uma seção da Cidadela Interna em torno do complexo do palácio da Cidade Proibida. 
O treinamento militar foi realizado por artistas marciais das forças armadas Qing. 
Associações de artes marciais juntaram-se a vassalos manchus em Pequim. 
Um salão de artes marciais foi onde as carreiras militares dos generais muçulmanos Ma Fulu e Ma Fuxiang começaram em Hezhou. 
Soldados e oficiais do exército Qing foram ensinados pelo instrutor muçulmano de artes marciais Wang Zi-Ping antes de ele lutar na rebelião dos Boxers. Outro professor de artes marciais militares em Pequim foi Wang Xiang Zhai.  Os treinadores de artes marciais do exército tiveram que lidar com uma enorme variedade de armamentos diferentes, como lanças e espadas.  O armamento de pólvora tem sido usado há muito tempo pela China, então a ideia de que o combate corpo a corpo na China foi substituído do nada por armas ocidentais é um mito.  A cavalaria também aprendeu artes marciais. As artes marciais faziam parte dos exames para oficiais militares.  Os artistas marciais estavam entre aqueles que migraram do campo para as cidades.  Os militares Qing e Ming inspiraram-se na tradição Shaolin.  Técnicas e armamentos fertilizados entre os domínios militar e civil.  O exército incluía treinadores de artes marciais taoístas.  Os militares de Taiping tinham artistas marciais. 

### Tecnologia

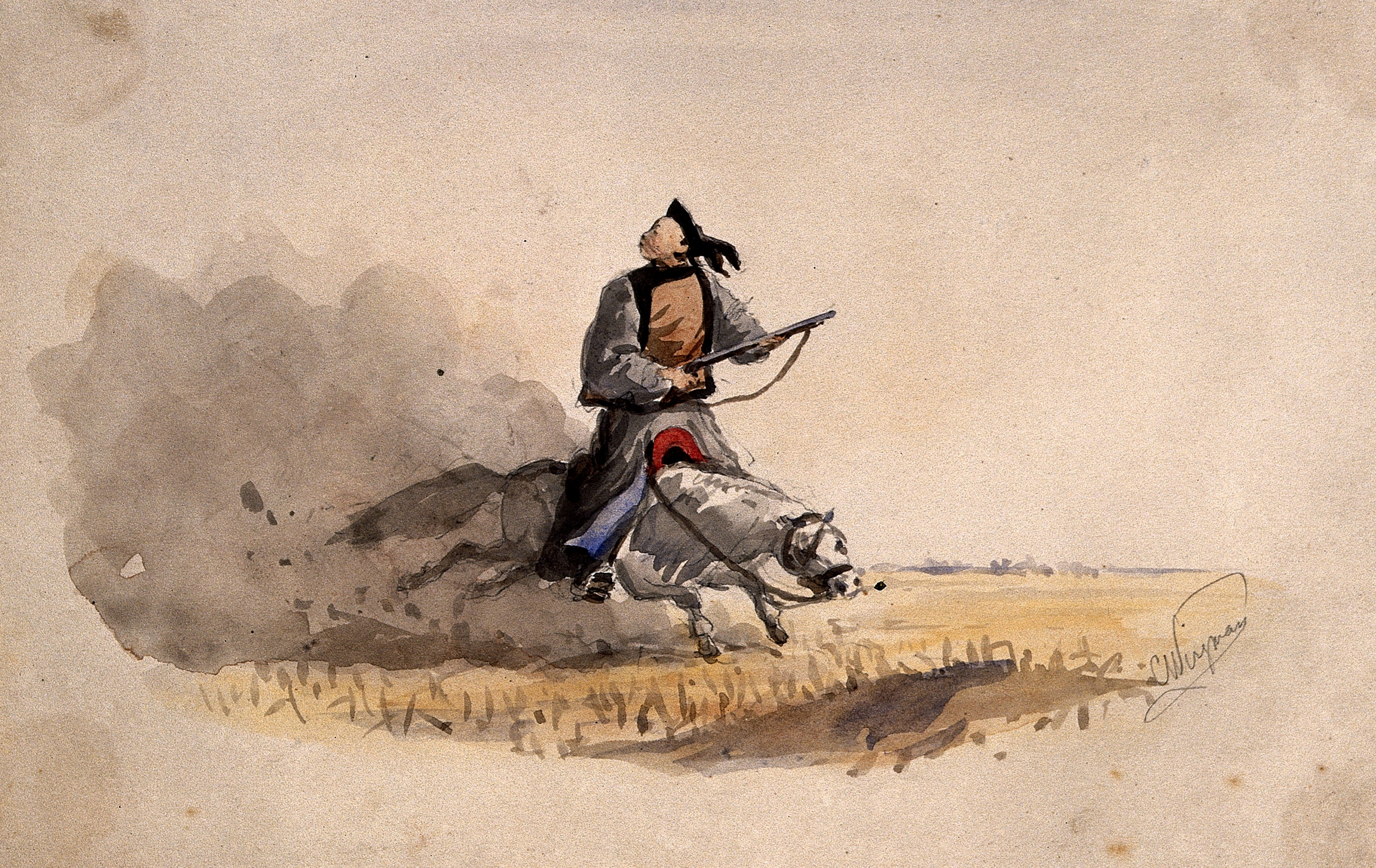
Soldado montado com mosquete

Os exércitos Qing do século XVIII podem não ter sido tão bem armados como os seus homólogos europeus, mas, sob pressão do trono imperial, revelaram-se capazes de inovação e eficiência, por vezes em circunstâncias difíceis.
A frota de Shi Lang para esmagar a resistência Ming em Taiwan incorporou tecnologia naval holandesa. 

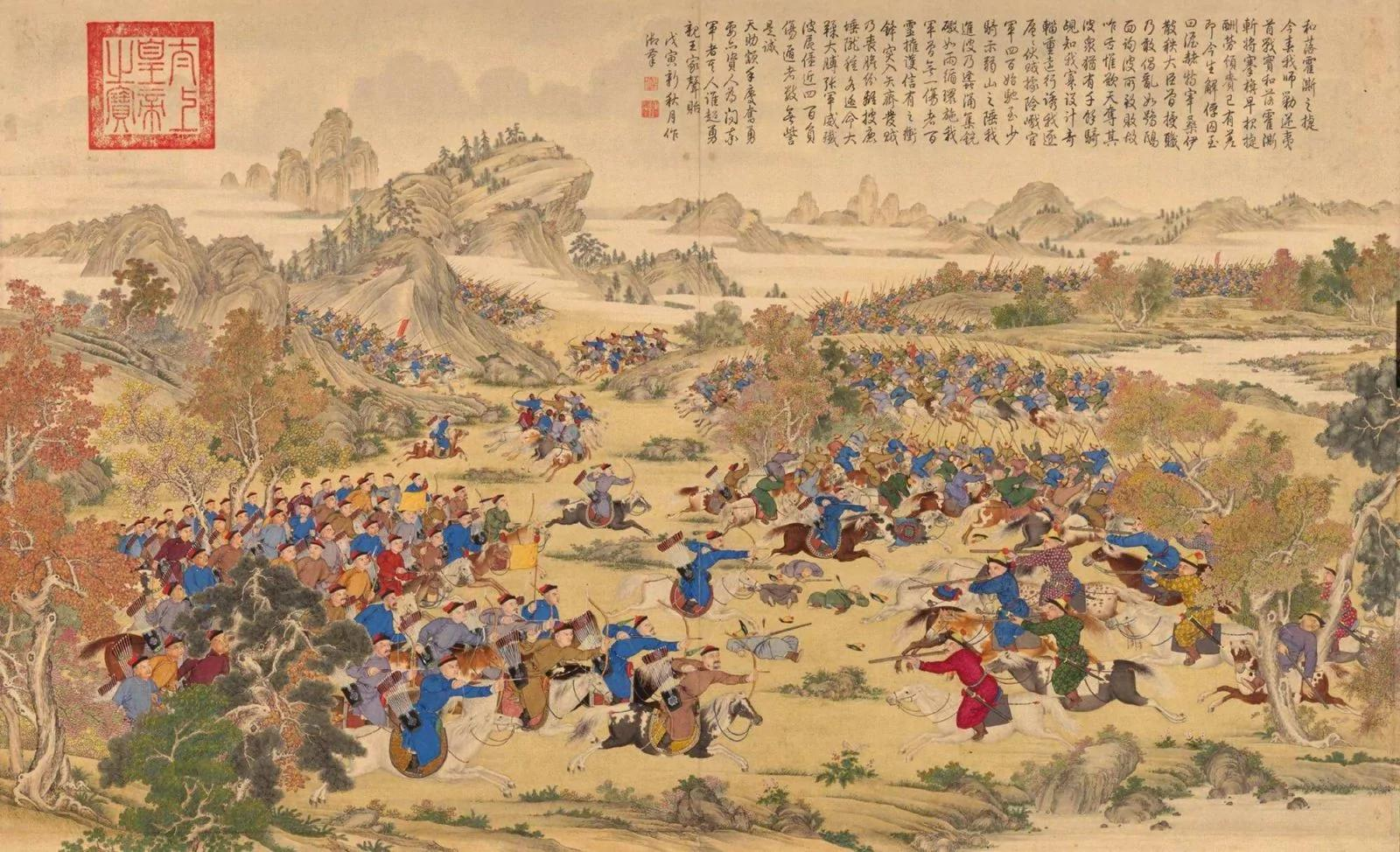
O exército dos Oito Estandartes armado com arco e flecha indo para a batalha contra as forças Zungares armadas com armas de fogo

A dinastia Qing estabeleceu o Batalhão de Armas de Fogo ou Huoqiying como uma das divisões militares de elite estacionadas ao redor da capital Pequim . Foi uma força especial que incorporou todos os especialistas em mosquetes e canhões anteriormente subordinados aos Oito Estandartes.  Seu papel era semelhante ao Shenjiying da dinastia Ming. Todo o Batalhão de Armas de Fogo praticava treinamento com armas de fogo, e as armas de fogo que praticavam incluem espingardas e canhões de grande porte. Composto por soldados das Oito Estandartes, era responsável pela guarda da cidade imperial de Pequim.

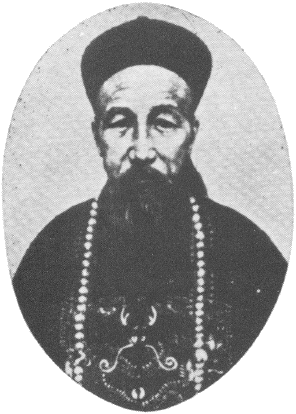
General Zeng Guofan

A corte Qing às vezes restringia o uso de armas de fogo. Os barcos de pesca e as embarcações costeiras foram proibidos de utilizá-los e as armas de fogo foram reservadas apenas para a caça. Os líderes manchus tentaram impedir que as divisões militares chinesas Han usassem as armas mais poderosas, reservando-as para unidades manchus. Em 1778, o imperador Qianlong criticou o governador da província de Shandong por treinar milícias no uso de armas de fogo. Os próprios Manchus pareciam ter passado mais tempo praticando com o arco do que com armas de fogo. Sugere-se que isto se deveu ao papel tradicional do tiro com arco na cultura Manchu. 
Estima-se que 30 a 40% dos soldados chineses na época da Primeira Guerra do Ópio estavam equipados com armas de fogo, normalmente mosquetes de mosquete. 

### Marinha

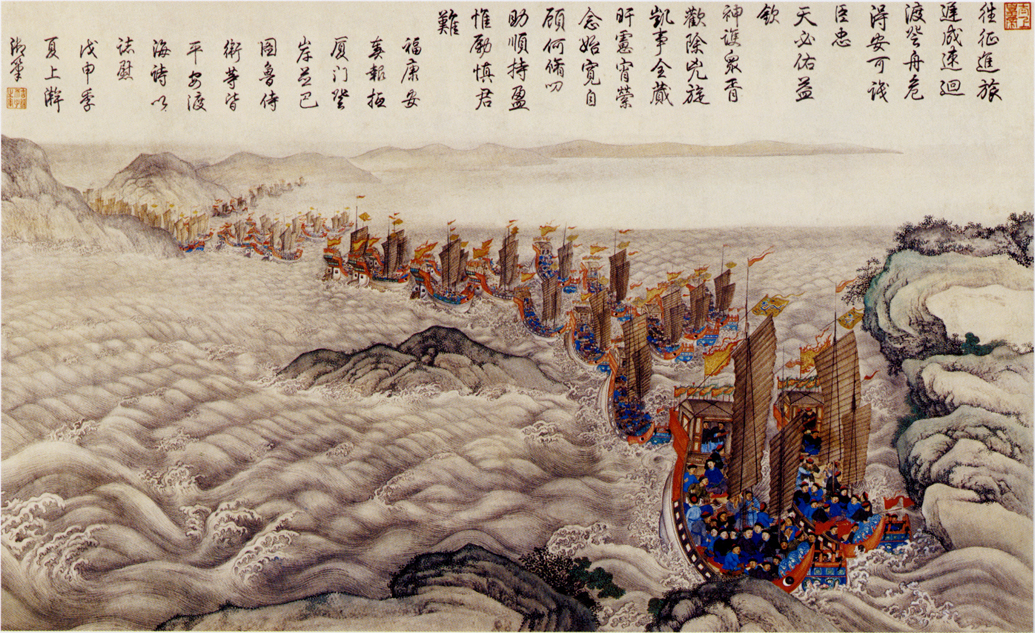
Frota de Fujian no Estreito de Taiwan

A política de “proibição marítima” durante o início da dinastia Qing significou que o desenvolvimento do poder naval estagnou. A defesa naval fluvial e costeira era de responsabilidade das unidades aquáticas do Exército Estandarte Verde, baseadas em Jingkou (atual Zhenjiang) e Hangzhou.
Em 1661, uma unidade naval foi estabelecida em Jilin para defesa contra incursões russas na Manchúria. Posteriormente, unidades navais também foram adicionadas a várias guarnições de estandartes, referidas coletivamente como "Marinha dos Oito Estandartes". Em 1677, a corte Qing restabeleceu a Frota de Fujian para combater o Reino de Tungning, leal aos Ming, baseado em Taiwan. Este conflito culminou na vitória Qing na Batalha de Penghu em 1683 e na rendição de Tungning logo após a batalha.
Os Qing, tal como os Ming, atribuíram considerável importância à construção de uma marinha forte. No entanto, ao contrário dos europeus, não perceberam a necessidade de dominar o oceano aberto e, portanto, monopolizar o comércio, concentrando-se, em vez disso, na defesa, através de patrulhas, do seu espaço marítimo interior. Os Qing demarcaram e controlaram seus mares interiores da mesma maneira que o território terrestre. 
O Imperador Kangxi e seus sucessores estabeleceram um sistema de defesa marítima de quatro zonas que consiste no Golfo de Bohai (frota de Dengzhou, frota de Jiaozhou, frota de Lüshun e frota de Tianjin/Daigu), costa de Jiangsu-Zhejiang (frota de Jiangnan e frota de Zhejiang), Estreito de Taiwan ( Frota de Fujian) e a costa de Guangdong (frota do Governador de Guangdong e frota regular de Guangdong). As frotas eram apoiadas por uma cadeia de baterias de artilharia costeira ao longo da costa e por "castelos de água" ou bases navais. Os navios de guerra Qing da era Kangxi tinham uma tripulação de 40 marinheiros e estavam armados com canhões e armas de parede de design holandês. 
Embora os Qing tivessem investido em defesas navais para os seus mares adjacentes em períodos anteriores, após a morte do Imperador Qianlong em 1799, a marinha decaiu à medida que mais atenção foi dirigida à supressão da Rebelião Miao e da Rebelião do Lótus Branco, que deixou o tesouro Qing falido. As restantes forças navais estavam sobrecarregadas, com falta de pessoal, de financiamento e descoordenação. 

### Oito Estandartes
Os Oito Estandartes foram oficialmente organizados em 24 kusai, com cada estandarte contendo 1 Kusai de cada mongol, manchu e han, embora os manchus consistissem em 75% do pessoal, na época da rebelião devido à estagnação de salários e provisões que muitos nem possuíam uma montaria quando o subsídio deveria ser suficiente para 3-6 cavalos. A realidade era que este exército de elite era composto principalmente por soldados de meio período que faziam trabalho civil para sobreviver e ocasionalmente se reuniam para uma série de exercícios sem brilho quando chamados antes de serem instruídos a lutar mais parecido com um exército de milícia do que com a reserva de elite que deveria ser. 
Cada Kusai tinha 5 batalhões (2 para os mongóis) de 1.500 homens e subdivididos em 5 Niru de 300, embora em 1851 a maioria dos Niru não contasse com mais de 150 ou mesmo mais de 50 homens. Apesar desta organização formal, a realidade era muitas vezes muito diferente, com os Bannermen dispersos em várias guarnições de vários tamanhos, com uma força de mais de 3.000 homens sendo comandada por um General Tártaro que era o oficial militar de mais alta patente no Vice-Reino onde estava estacionado, guarnições entre 1.000 e 3.000 eram comandados por um Vice-General e os menores por um Comandante. 
| Subdivisão                                                                  | Números       | Composição étnica                               | Descrição |
| 6 Divisões de Capital                                                       | Números       | Composição étnica                               | Descrição |
| --------------------------------------------------------------------------- | ------------- | ----------------------------------------------- | --- |
| Guardas Imperiais                                                           | 3,000         | Manchus                                         | Cavalaria cerimonial |
| Vanguarda                                                                   | 1,500-2,000   | Manchus e Mongóis                               | Infantaria |
| Divisão de Flanco                                                           | 15,000-16,000 | Manchus e Mongóis                               | Infantaria e cavalaria |
| Divisão Leve                                                                | 3,000-4,000   | Mongóis e Chineses                              | Infantaria chinesa e Cavalaria mongol |
| Divisão de Armas de Fogo                                                    | 8,000         | Manchus e Mongóis                               | Organizado em unidades internas e externas internas para Pequim externas para serviço de campo                                                                |
| Força Paga                                                                  | 66,000        | 8,250 Mongóis, 28,875 Manchus e 28,875 Chineses | A única formação pronta para combate das 6 divisões, predominantemente de cavalaria, com 7.000 homens com mechas, 100 espadachins e escudos e 100 artilheiros |
| Total                                                                       | 96,500-99,000 |                                                 | |
| Força Terrestre                                                             | 23,200        | 15,000 Manchus, 4,500 Mongóis e 3,700 Chineses  | A polícia de Pequim, força principalmente infantaria com uma pequena força de segurança montada com mechas                                                    |
| Força Imperial do Mausoléu                                                  | 1,250         |                                                 | Guarnição do Maossoléu Imperial |
| Guarnição Metropolitana                                                     | 40,000        |                                                 | Guarnecendo as 25 cidades ao redor de Pequim |
| Força Yuanmingyuan                                                          | 5,800         |                                                 | Guarnição do Antigo Palácio de Verão (também possuía 550 peças de artilharia)                                                                                 |
| Guarnições provinciais                                                      | 80,750-83,250 |                                                 | 25 guarnições nas províncias de tamanhos variados |
| Grande Total*                                                               | 250,000       |                                                 | |
| *Em 1862, foi fundada a Força de campo de Pequim, composta por 3.000 homens |               |                                                 | |

#### Exército do Estandarte Verde
O exército do Estandarte Verde era inteiramente não-Manchu e, apesar do nome, funcionava mais como 18 exércitos provinciais do que como um exército unificado singular. No início da guerra, o exército era ineficiente e militarmente incapaz devido a vários problemas, incluindo falta de treinamento (um ying em Zhoushan não treinava há 8 anos), uso de ópio, corrupção e salários inadequados. Apesar de muitas rebeliões simultâneas na década de 1850, muitas formações do Estandarte Verde permaneceram cronicamente com falta de força, muitas com apenas um terço da força, na década de 1860 a situação melhorou e a maioria das unidades estava com metade da força, embora fosse prática comum contratar vagabundos e camponeses e matriculá-los quando necessário, portanto, a qualidade do exército não aumentou. 
O Exército do Estandarte Verde foi dividido em 3 tipos: infantaria de guarnição, infantaria e cavalaria. Em 1851 estimou-se que havia 321.900 infantaria de guarnição, 194.800 infantaria e 87.100 cavalaria e 7.400 oficiais. Nas províncias costeiras, até um terço da cavalaria era na verdade shuiying ou fuzileiros navais e não cavalaria propriamente dita. O exército foi organizado em Ying nominalmente de 500, mas na realidade variando de 50 a 1.000 homens em tamanho, com um ying subdividido em 2 Shao (patrulhas), que foram subdivididos em 2 e 4 Si, cada um com cada Si contendo uma quantidade variada de Peng (esquadrões). No entanto, apenas 10% do exército padrão verde estava ativo, portanto, de um total de mais de 600.000, apenas 60.000 ou mais estavam ativamente com as cores em um determinado momento. 

### Tuanlian
Eram milícias de aldeias armadas principalmente com lanças, espadas, arcos e, eventualmente, matchlocks esporádicos à medida que a rebelião avançava. Essas milícias de autodefesa foram usadas principalmente para proteger os territórios imediatos de onde seus homens foram retirados e lutariam contra as forças Qing ou Taiping, se necessário. Cada um dos tuanlian possuía entre 200 e 500 homens em companhias de 100, embora não fosse incomum que várias comunidades combinassem seus tuanlian para formar uma força de vários milhares de homens. As regiões urbanas tinham sua própria contraparte, o Thou-ping. 